# طشقند

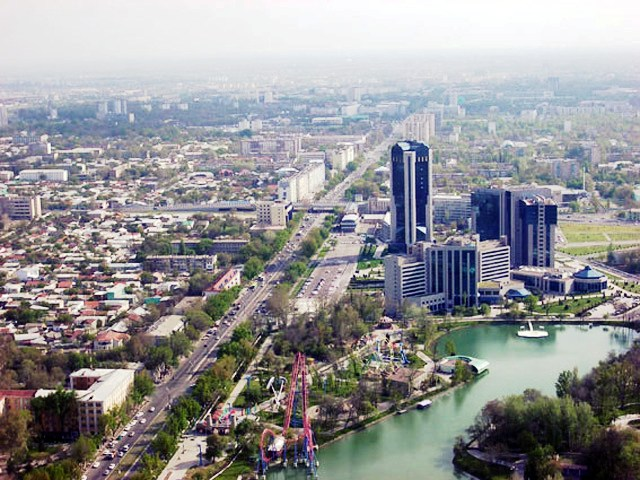
منظر جوي لمدينة طشقند

طشقند أو طشكند ((بالأوزبكية: Toshkent ،Тошкент، توشكېنت)، (الروسية: Ташкент ،Taškent)،(الروسية: tɐʂˈkʲɛnt)، «المدينة الصخرية»، تلفظ «توشكنت») هي عاصمة أوزبكستان وأكبر مدنها. عدد سكانها المسجلين عام 2012 كان 2٬309٬300 نسمة. كانت محطة على طريق الحرير. ومن المدن المهمة في آسيا الوسطى وتبعد عشرات الكيلومترات عن الحدود الكازاخية.
بسبب موقعها الجغرافي، تأثّرت طشقند بحضاراتي السغديانية والتركية قبل وصول الاسلام إليها في القرن الثامن الميلادي. فتح العرب المسلمون المدينة في القرن الثامن الميلادي. دمّرها جنكيز خان عام 1219م. استولى عليها تيمورلنك عام 1361م ثم أعاد تيمورلنك بنائها لتستفيد من تجارة الحرير التي كانت تمر من خلالها. وفي عام 1865م، استولى عليها الروس الإمبراطوريون. في العهد السوفييتي عندما طبّقوا سياسة نقل السكان، أوفدوا إليها سكان من جميع المناطق السوفييتية مما غيّر تركيبتها السكانية. بنفس الوقت، طور السوفييت المدينة بشكل كبير. وبعد استقلالها عن السوفييت عام 1991م أصبحت عاصمة أوزبكستان المستقلة وتطورت بشكل كبير وبقيت المدينة تحوي أعراق مختلفة ومختلطة بأكثرية أوزبكية.

## الاسم
طشقند اسم أذري يعتقد أنه تركي الأصل مؤلف من كلمتين: «طش» وتعني الحجر، و«كند» وتعني مدينة. وتلفظ بالأذرية كـ«توشكنت» وبالروسية «تاشكنت». وقد اشتهرت بالعربية بطشقند. وهناك دلائل إلى عودة اسمها إلى قبيلة شاش التي استوطنت المنطقة في القرن الخامس ما قبل الميلاد ولهذ دعيت بـ«شاش-كند» أي أرض الشاشيين. ومع الأيام، وبخاصة مع استيطان الروس فيها، تحولت إلى طشقند.
عرفت اسم المدينة قديماً باسم «شاش» بالعربية أو«تشاتش/ جاج» بالفارسية. وللمرة الأولى جاء ذكر تشاتش كاسم جغرافي في كتابات الملك الساساني الإيراني شابور الأول عام 263م. أما في المصادر العربية، جاء ذكر «شاش» ما بين القرنين التاسع والعاشر تحت اسم «بنكث» أو «بينكينت». وفي نهاية القرن العاشر الميلادي وللمرة الأولى وردت التسمية التركية «طاشقند» في كتاب المـؤرخ أبو ريحان البيروني وحلت محل الأسماء الأخرى. وقد وصفها الشاعر أبو الربيع البـلخي بقوله:
وكما وصفها الشاعر عبد العزيز جنكيز خان في هـذه الأبيات:
وقد ذكر ياقـوت الحمـوي في معجم البـلـدان بقوله: «الشاش خرج منـها العلماء ونسـب إليها خلـق من الرواة والفصحاء».
وقد أطـلق عليها المؤرخـون لقب «بوابة الشرق» وكذلك أطلق عليها «بلد الألف مدينة». وكما يسميها المعاصرون بـ «نجمة الشرق».

## التاريخ
مرّت طشقند عبر تاريخها العريق بالعديد من التغييرات في تكوينها وكذلك باسمها.

### التاريخ القديم
أشارت الأبحاث التنقيبية أنه استوطنت من قبل شعوب قديمة كونها واحة على نهر شرشك على السفح الغربي لجبال تيان شان. ومن المعتقد انها موقع «بيتيان» عاصمة اتحاد الكانجو.

### عصر شاش
في فترة ما قبل الإسلام وحتى بداياته، عُرفت المدينة، والمنطقة المحيطة بها، باسم «شاش». وفيما بعد، سمّيت باسم «تشاتش-كند» أي بلاد التشاش. بُنيت الإمارة في الفترة ما بين القرنين الثالث والخامس ما قبل الميلاد جنوب نهر «سير داريا». وكانت تتألّف من 30 مدينة وأكثر من 50 قناة مياه مما جعلها مركز تجاري مهم بين قبائل السوغديانيين والترك.

### فترة الإسلام
فتح المسلمون بلاد ما وراء النهر، أي بلاد اسيا الوسطى، في أواخر القرن الأول الهجري على يد القائد قتيبة بن مسلم الباهلي الذي فتحها بعدما فتح بخارى وسمرقند فأرسل جزءاً من جيشه لفتح شاش سنة أربع وتسعين من الهجرة. فوجدوا أن لبعض مدنها دور كبير في نشر الثقافة وتبادل الفكر مع من جاورها من بلدان وممالك، فأولى المسلمون تلك المدن اهتمامًا كبيرًا، وكان من من أشهرها سمرقند وطشقند وترمذ، وغيرها من المدن التي أسهمت في نشر الثقافة الإسلامية في منطقة آسيا الوسطى.
في القرن العاشر الميلادي، حكمها القرخانيون وسمّوها باسمها التركي «تاشكاند». وفي فترة حكم السمانيد، ثم أتراك كراكنيد، تم بناء العديد من المساجد، وازدهرت التجارة في هذه المنطقة. وفي القرن الثالث عشر الميلادي، غضب سلطان الدولة الخوارزمية محمد خوارزم شاه على أهل شاش (طشقند) فقتل أهلها وخرَّب بيوتها مما استنفز جنكيزخان فدفع المغول لتدمير بلاد المسلمين بدءا من مملكة الخوارزمية وانتهاءاً بغداد التي دمّروها سنة 1258م. ثم أعاد تيمورلنك بناءها في القرن الرابع عشر الميلادي. وعاشت طشقند بعد حكم التيموريين، تحت حكم الأوزبك والقزق (القرغيز).
خرج من طشقند في الفترة الإسلامية كوكـبة من العلماء المسلمين منهم:
- الإمام أبو الشاشي: (904م - 976م.) ويضاف إلى اسمه «الكبير» احتراما وتقديرا وكان يلقّبونه بـ«حضرة الامام» وبلغة الأوزبك «حزت امام». كان إمام عصره وعالما في العلوم الإسلامية كالفـقه والحديث والتفسير. تفـقّه على المذهب الشـافعي ونشـره في موطنه. من مؤلفاته: «دلائـل النبوة»، «محاسن الشريعة»، «جوامع الكلـم»، «أدب القاضي»، «شرح الرسالة» و«الـفـتـاوي».
- الإمام أبو سعيد الحافظ الهيثم بن كليب الشاشي: ولد في بنكاس قرب طشقند وتوفي عام 946م. من أشهر العلماء في رواية الأحاديث الشريفة، ولقّب بـ «الإمام الشاشي» ومن مـؤلفـاتـه: «المسند» و«المسند الكبير» في الحديث.
- أحمد بن محمد بن إسحاق: المعروف بنظام الدين، الفقيه الحنفي، المتوفى سنة 344هـ. وهو من تلاميذ أبي الحسن الكرخي، الذي قال فيه: «ما جاءنا أحد أحفظ من أبي علي، سكن الشاشي بغداد، ودرس بها. وهو أحد الأشخاص الذين نسب إليهم كتاب أصول الشاشي، وهو من كتب أصول الفقه المعتبرة، ودرس في عدد من البلدان».
- أحمد بن محمد بن أحمد الشاشي: (529هـ) وهو أحمد بن محمد بن أحمد بن الحسين بن عمر، أبو المظفر، ابن فخر الإسلام أبي بكر الشاشي. تفقَّه على أبيه، وسمع من أبي عبد الله بن طلحة، وروى عنه أبو بكر بن كامل، والحافظ بن عساكر، وهو ممن أفتى مع أبيه وأضراب أبيه، مما يدلُّ على جلالة قدره، وعلو شأنه في العلم. توفي يوم الجمعة عاشر رجب سنة 429هـ، ببغداد، ودفن في داره عند جامع القصر.

### عصر خانية الخوقند
في عام 1809 ضُمت طشقند إلى خانية الخوقنديين. كانت تعتبر من أغنى بلاد وسط اسيا بتعداد يصل لـ100٬000 نسمة. وعاشت عصرا مزدهرا بسبب تجارتها مع الروس إلا أنها كانت تحت ضغط الضرائب الخوقندية المرتفعة. لهذا، كان الطشقنديون يفضّلون مذاهب المدارس الدينية البخارية على تعاليم الخوقنديين. لكن هذه المنطقة أصبحت محل نزاع بين العديد من قادة المنطقة الذي فتح الفرصة للروس بغزوها.

### عصر القياصرة الروس

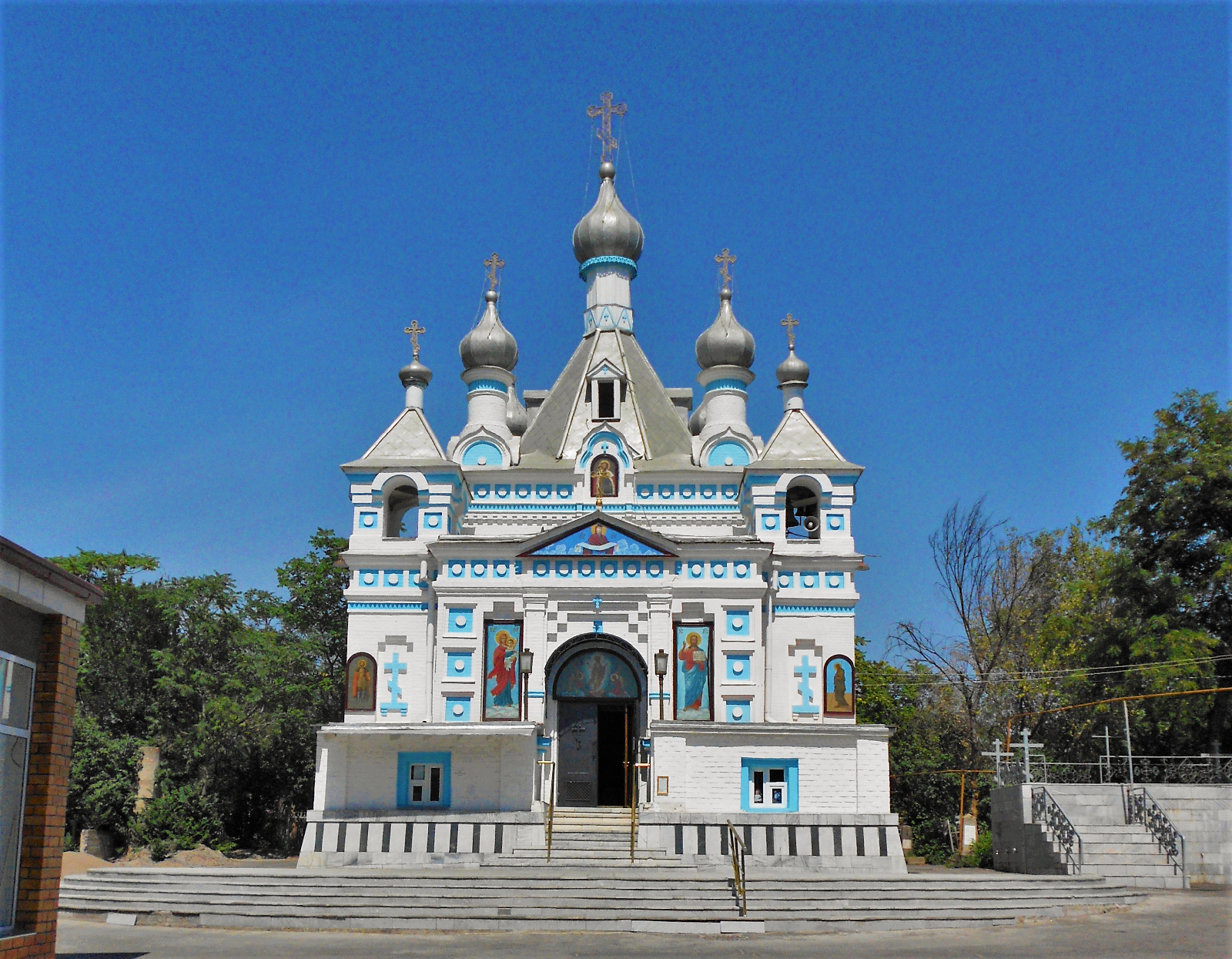
كاتدرائية الكسندر نبفسكي التابعة للكنيسة الارثودكسية الروسية في طشقند

في أيار/مايو 1865م، قام الجنرال الروسي ميخائيل تشيرناييف بهجوم على المدينة مخالفا أوامر القيصر الروسي. بالرغم من أن دفاعات المدينة كانت قوية (كان للمدينة سور بطول 25 كلم و100 بوابة ويدافع عنها 30٬000 مقاتل) استطاع الروس بعددهم القليل من احتلال المدينة بخدعة قاموا بها في خلال يومين فقط. وخسر الروس 25 مقاتل بينما قُتل آلاف من المدافعين بما فيهم عليمغول حاكم الخانية الخوقندية. وقام تشيرناييف بحملة دعائية كبيرة (كان يلتقي بالعامة على الطرقات ويتجوّل من دون سلاح وأوقف الضرائب لمدة عام ولقب نقسه الحاكم العسكري لطشقند) لكسب تعاطف الأهالي لهذا لقّبه زعماء المدينة بلقب «أسد طشقند». كما طلب من القيصر الروسي، الكسندر الثاني، أن يحوّل المدينة إلى خانية مستقلة بحماية روسية. وافق القيصر طلبه و
أغدقه بالهدايا والأوسمة والمديح إلا أنه استبدله بحاكم آخر لعدم ثقته بطاعته.
خلفه العسكري كوستانتين فونكوفمان بالحكم وحول طشقند إلى معسكر للجيش الروسي واستوطن الروس مستعمرات الجهة الأخرى من قناة أنكور وأخذ التجار والمستوطنون الروس بالتوافد على المدينة. واعتمدت طشقند عاصمة منطقة تركستان الروسية. وأصبحت طشقند مركز للعمليات التجسسية بين الروس والبريطانيين، فيما عرف باللعبة الكبرى، وذلك للسيطرة على آسيا الوسطى. وفي عام 1874م، أنشأت مقاطعة تركستان العسكرية. وفي عام 1874، وصل خط سكك الحديد العابر لقزوين إلى المدينة واستوطن بها عمّال بناء الخط وهم من كانوا نواة الثورة البلشفية التي حدثت في المدينة.

### تأثيرات الثورة الروسية

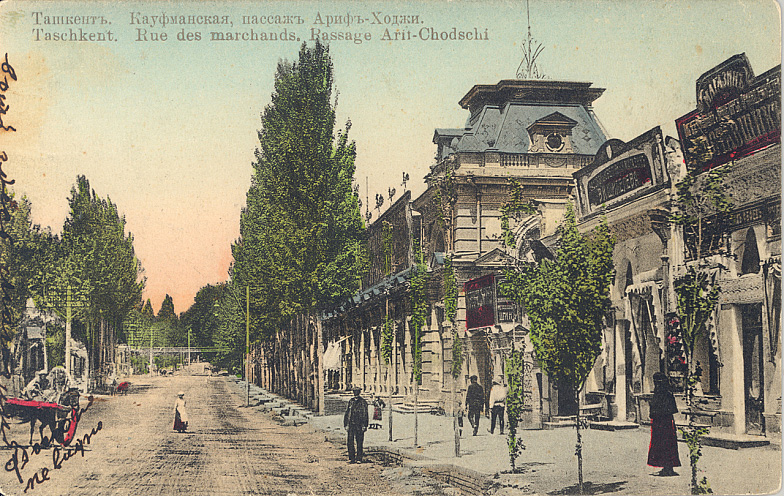
طشقند حوالي عام 1910م.

مع سقوط الإمبراطورية الروسية، قامت الحكومة الروسية المحلية بحلّ جميع القيود العرقية والدينية مما شجّع على قيام ثورة شباط/فبراير. أعلن قيام حكومة طشقند السوفيتية وهيئة ممثلي العمال الذين شكّلا بمعظمهما من المقيمين الروس الذين يشكلون أقل من خمس عدد سكان طشقند. وسريعا، ألّف مسلموا طشقند «مجلس الشورى الإسلامي». في 10 آذار/مارس 1917، قام العمال والعساكر الروس وسكان آسيا الوسطى بمسيرات حاشدة حاملين الأعلام الحمراء وصادغين نشيد  لامارسييز. ومن المفارقة أن الحاكم العام، ألكسي كورباتكين، أنهى خطابه بجملة «تحيا روسيا الحرة العظيمة».
عُقد أول مؤتمر إسلام تركستاني بين 16 و 20 من نيسان/أبريل 1918م، وكان جلّ من حضره من أتباع حزب «جديد» الإصلاحي. وظهر مجموعة متشدّدة تتبع العلماء والذين نجحوا في الحصول على الأغلبية في الانتخابات وشكّلوا تحالفا مع المحافظين الروس بينما أصبح السوفييت أكثر تشددا. حاول السوفييت السيطرة على السلطة لكنهم فشلوا في أيلول/سبتمبر 1917.
في نيسان/أبريل 1918م، أعلنت طشقند عاصمة الجمهورية الطاجكستانية السوفييتية المستقلة.
مع سقوط الإمبراطورية الروسية القيصرية في أبريل 1918، أصبحت طشقند عاصمة تركستان. تحت ضغط القوات البيضاء والجواسيس البريطانيين، وثورة بسمتشي انهارت جمهورية تركستان، ولتصبح طشقند مدينة ضمن الجمهورية الأوزبكية حتى عام 1930 عندما حلّت محل سمرقند كعاصمة للجمهورية الأوزبكية.
في 25 أبريل 1966 دمّر طشقند زلزال عنيف (7.5 على مقياس رختر) هاجر 300,000 من سكّانها للبلدان الإسلامية مثل السعودية. وقاومت القوى البيضاء المعروفة بالـ«باسماتشي» (ثوار آسيا الوسطى ضد السوفييت) التي حاولت إحداث ثورة داخلية ضد الروس. وقامت موسكو بعملية تطهير للتخلص منهم. وفي عام 1930، أصبحت طشقند من ضمن الجمهورية السوفييتية الأوزبكية وأُعلنت عاصمة لها بدلاً من سمرقند.

### فترة السوفييت

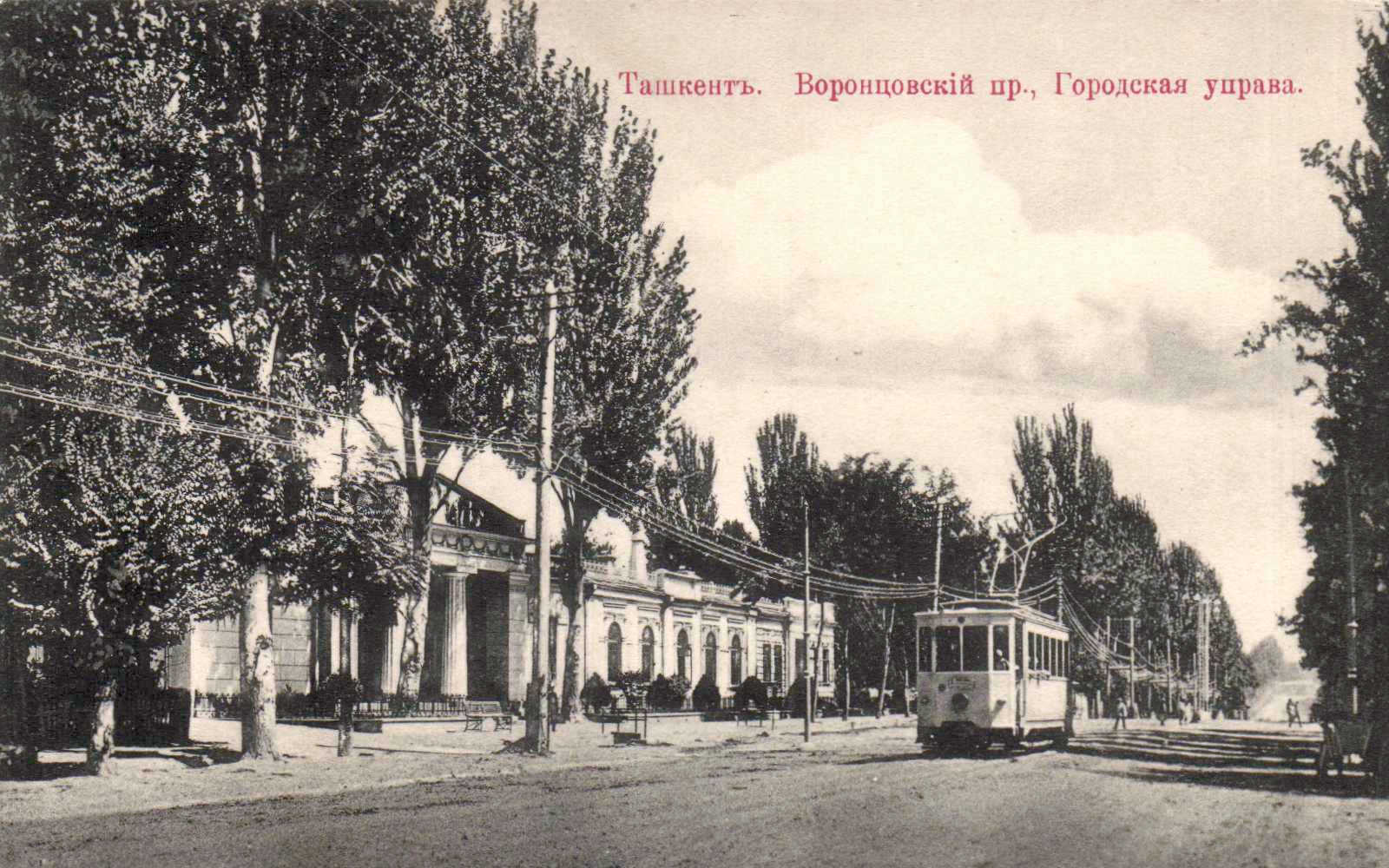
طشقند عام 1917م.

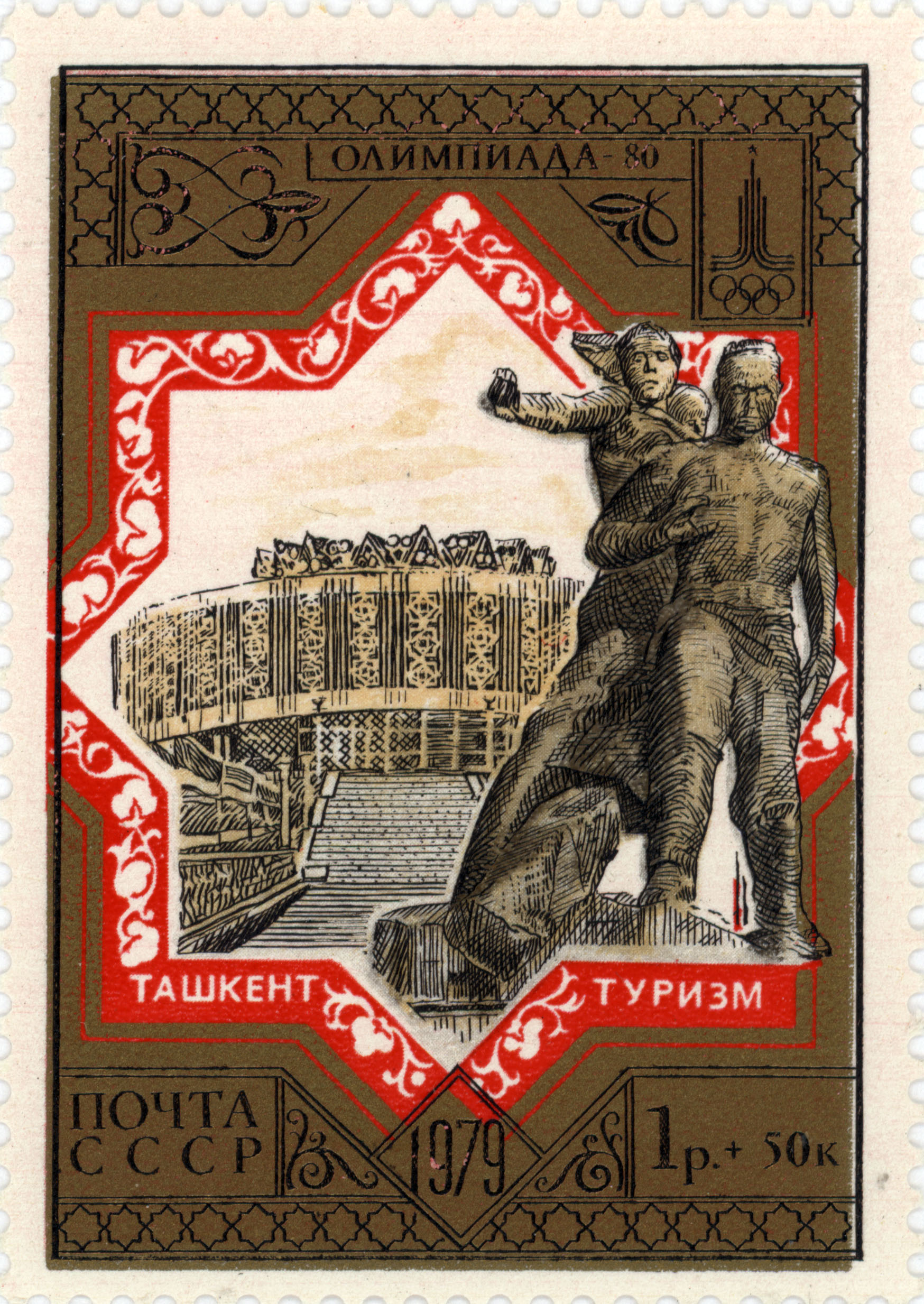
طابع سوفييتي يظهر نصب الشجاعة في طشقند، 1979م.

دخلت المدينة عصر التصنيع في عشرينيّات القرن العشرين. غزت المانيا النازية الاتحاد السوفييتي في يونيو 1941م. قامت الحكومة السوفييتية بنقل الصناعات الثقيلة من روسيا وأوكرانيا بعيداً من جبهات القتال إلى طشقند لتجنب القصف والتدمير الألماني لها مما طوّر صناعات المدينة بشكل كبير خلال الحرب العالمية الثانية. كما نقلت جميع من هجرهم الألمان إليها  مما رفع الوجود الروسي والأوكراني في المدينة إلى أعداد كبيرة وصلت إلى أكثر من مليون شخص مما جعلهم يكوّنون أكثر من نصف عدد سكان المدينة. وبقي الكثير من المهجرين في المدينة حتى بعد انتهاء الحرب.
عمل السوفييت على إنشاء العديد من المرافق العلمية والهندسية في المدينة.
قام كل من رئيس الوزراء الهندي لال بهدور شاستري والرئيس الباكستاني أيوب خان على توقيع اتفاقية مع الرئيس السوفييتي أليكسي كوسيغين في 10 يناير 1966 في مدينة طشقند. وللمصادفة، توفي شاستري في اليوم التالي إثر نوبة قلبية لكن هناك شكوك بأنه قُتِل مسموما.
وقع في 16 نيسان/أبريل 1966 زلزال هائل في المدينة بقوة 7.5 على مقياس ريختر مما شرّد 300٬000 موطن طشقندي. كما دمّر أكثر من 78,000 مبنى بسبب ضعف هندستهم أكثريتهم في وسط المدينة التي شُيّدت من الطوب بمعظمها. أرسلت دول آسيا الوسطى ودول أخرى مثل فنلندا كتائب من «الأخوة الإنسانيون» لإعادة بناء المدينة. وكانت فرصة لإعادة تصميم المدينة على الطراز السوفييتي الحديث. بنهاية عام 1970م، أُنشئت الطرقات الواسعة المشجّرة والحدائق الفسيحة المنتشرة وساحات ضخمة للمسيرات والنوافير والنصب ومجمعات السكن التي تعدّت أكثر من 100٬000 مسكن. لكن قام البنّائون بالسكن في هذه المجموعات بدلاً من المشردين الطشقنديين. استمر توسعت وإنماء المدينة بعد ذلك وخاصة بناحية شلونزور وإلى الجنوب الغربي منها. ومع انهيار السوفييت عام 1991م، كانت طشقند رابع أكبر مدينة سوفييتية ومركزا للأبحاث والعلو والتعليم.
ومع هذا الزلزال، فقدت المدينة كل آثار له علاقة بماضيها العريق وبخاصة دورها في تجارة الحرير.

### عهد الاستقلال
بعد انهيار الاتحاد السوفييتي وحصول أوزبكستان على استقلالها ضمن مجموعة الدول المستقلة، اتخذت طشقند عاصمة للدولة الجديدة. اشتهرت في بداية عهدها بطرقاتها الواسعة والمشجّرة وحدائقها وساحاتها الجميلة والنصب التذكارية المنتشرة. وبعد الاستقلال، شهدت المدينة الكثير من التغييرات الاقتصادية والثقافية والعمرانية. واستبدلت الكثير من البُنيان السوفييتي بأبنية حديثة. فمثلا، استبدل أكبر تمثال للينين بنصب لكرة تمثّل خريطة كازخستان. ونمى وسط المدينة ليشمل عمارات شاهقة وفندق فخم ومركز تجارة عالمي ومبنى تسوّق كبير. وأنشئ منطقة أعمال اقتصادية تقدّم مرافق للأعمال الصغيرة والمتوسطة والكبيرة العاملة في كازاخستان.
وقامت الحكومة بتطوير المدينة واتخذت خطوات لاستعادة مجدها وجذورها التاريخية. ولم تألـوا جهدا بإقامة المشاريع التنموية الحديثة والمنشآت الثقافية والتعليمية والصناعية وصيانة الآثار والمعالم التاريخية وإعادة بنائها، والاهتمام بالتطوير في جميع المجالات العلمية والثقافية والصحية والصناعية والاستفادة من خبرات الآخرين خصوصا من الدول المتقدمة، إضافة إلى الاهتمام بإحياء التقاليد القومية الأصيلة للشعب الأوزبكي ودراسـة التراث الإسـلامي لتحقيـق الهوية الإسلامية والوطنيـة والحفاظ عليها وإحيـاء مـيراث أجـدادهم.
في عام 2007، سمّيت طشقند «العاصمة الثقافية للعالم الإسلامي» وذلك لوجود عدد كبير من المساجد ومواقع إسلامية مهمة والجامعة الإسلامية.
أصبحت طشقند رمزا للسلام والصـداقة بين الشعوب منذ القِدم. ولذا لُقّبت بـ«سفيرة السـلام» إذ تتـوافـق هذه التسـمية مع جـوهر المدينـة. وانسجاما لهذا الحدث تستعد العاصمة الأوزبكية طشـقند للاحـتـفال بالذكـرى السـنوية بمرور 2200 عام لإنشـائها. كذلك، تم اختيارها لتكون عاصمة الثقافة الإسلامية في عام 2007 من قِبل المنظمة الإسلامية للتربية والثقافة والعلوم «اسيسكو» لِما للمدينة من مكانة هامة في تاريخ الحضارة الإسلامية، التي تزخر إلى جانب الآثار والمعالم الإسلامية العريقة، ثرائها بالعديد من المخطوطات النادرة، والتي من أهمها مصحف الخليفة عثمان بن عفان.
وقد قامت الحكومة الأوزبكية بعد الاستقلال بأعمال ترميم لكثير من المعالم التاريخية، مثل قبر الإمام البخاري، والإمام الترمذي، وترميم العديد من المساجد، وكان على رأسها مسجد كلان. وما زالت أعمال الترميم قائمة بالمساجد، وكذلك مسجد شاخي زيندا، ومسجد كوك جومباز، وغيرها من المساجد والقصور الأثرية في أوزبكستان.

## تطور المدينة منذ القرن التاسع عشر

تطور مدينة طشقند منذ القرن التاسع عشر
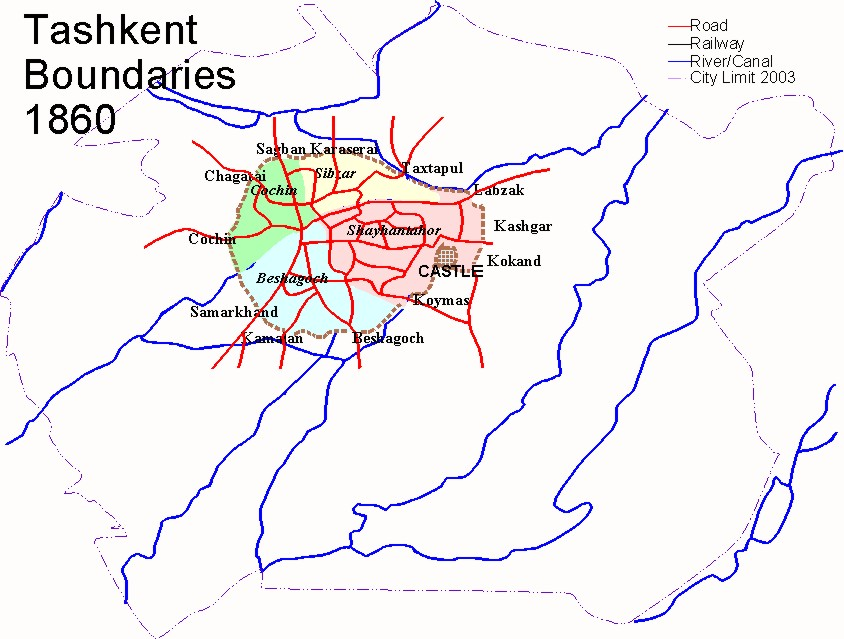
حوالي عام 1865
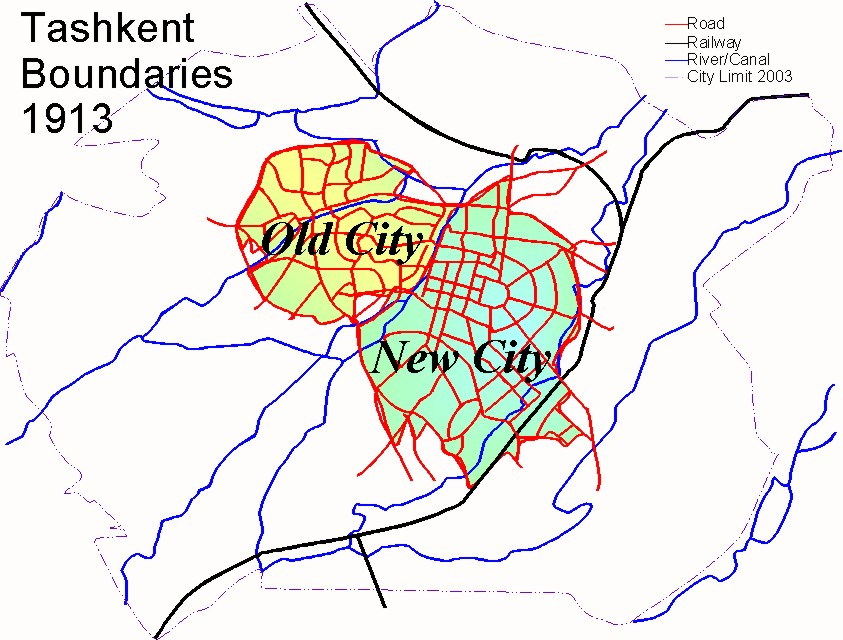
حوالي عام 1913
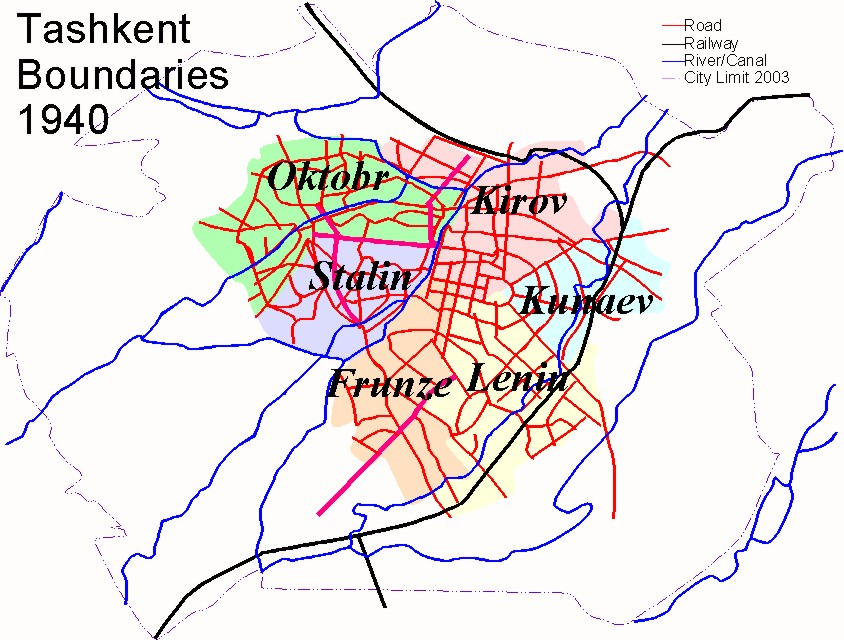
حوالي عام 1940
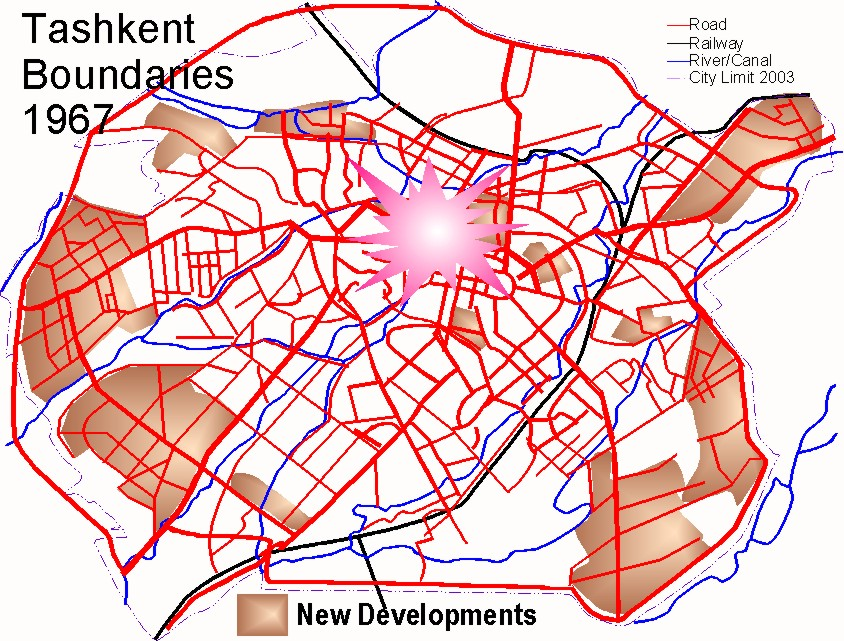
حوالي عام 1966
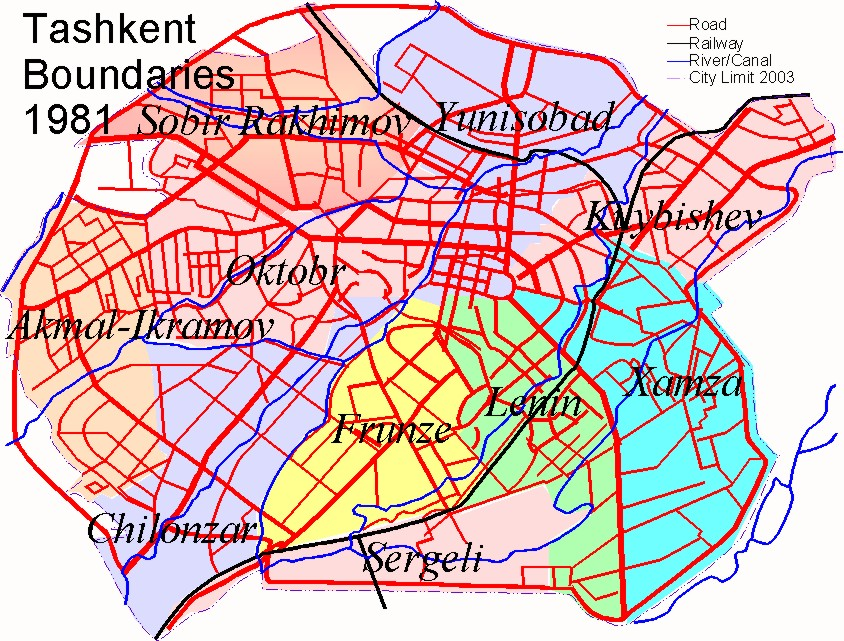
حوالي عام 1981
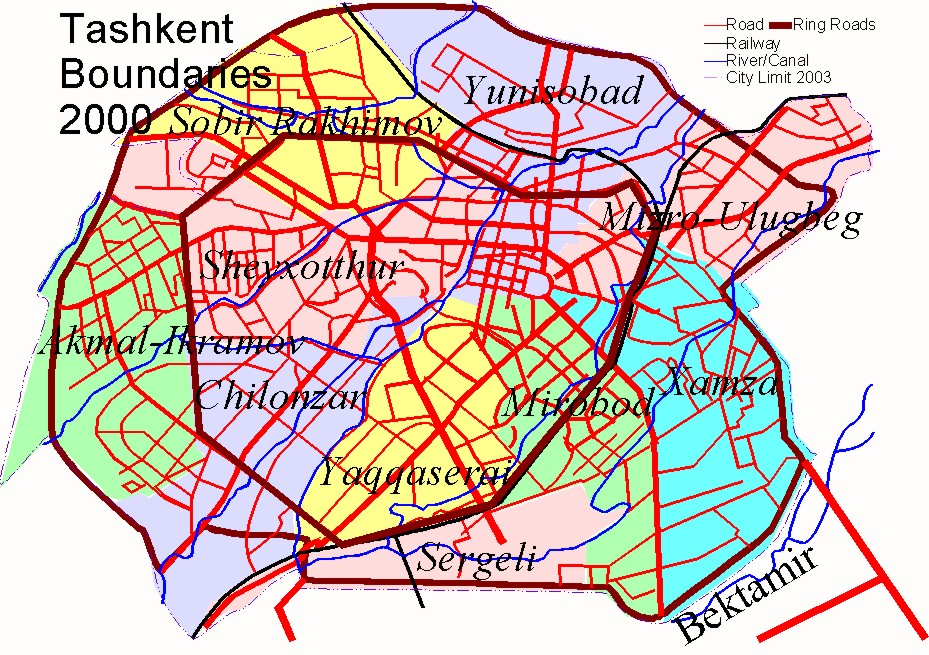
حوالي عام 2000

## الجغرافيا

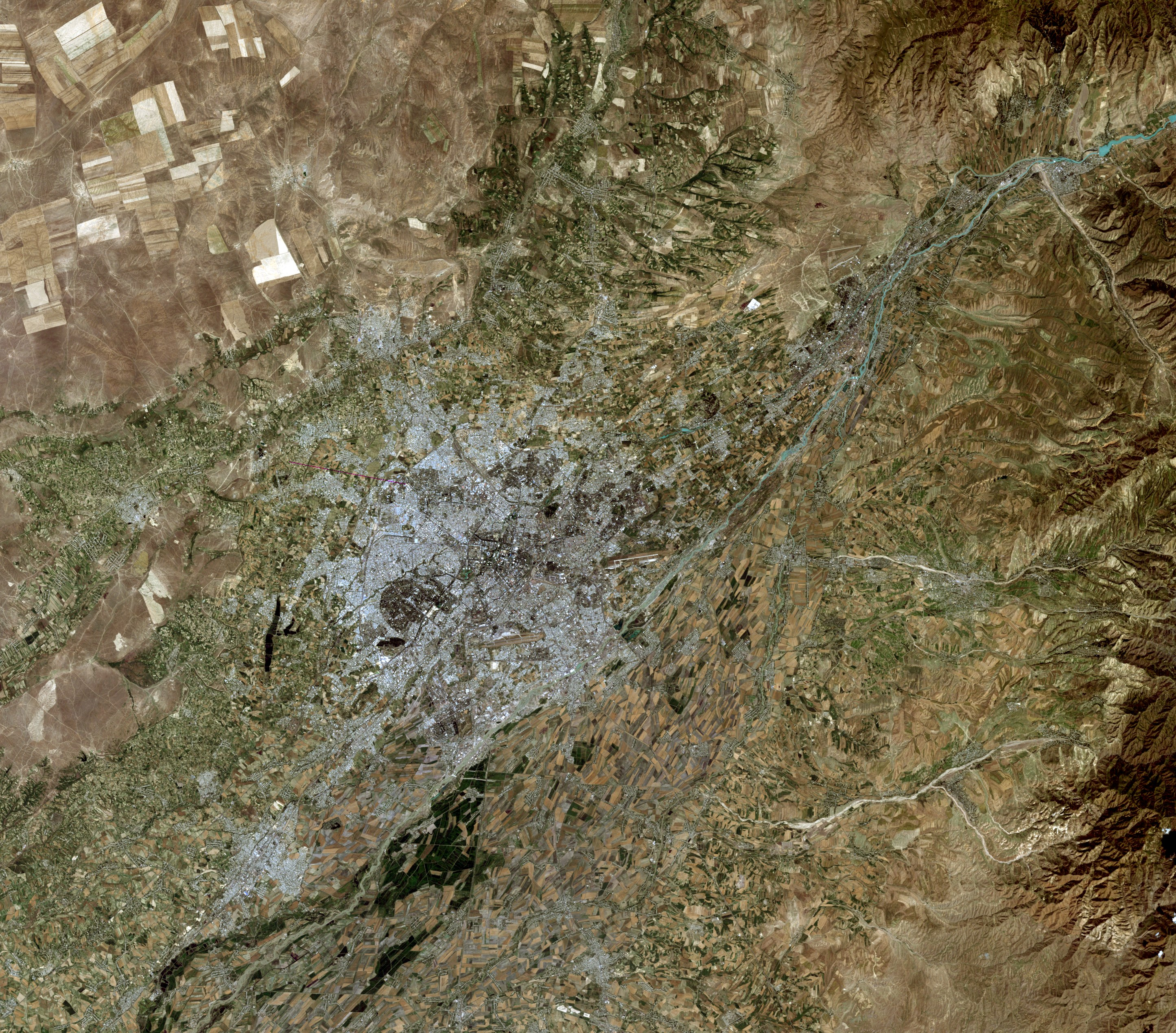
صورة من القمر الاصطناعي لاندسات 5 لطشقند وضواحيها

تقع طشقند (41°18′N 69°16′E) في سهول مرويّة بشكل كبير إلى غرب جبال التاي على الطريق بين شيمكنت وسمرقند على ملتقى نهر تشرتشي مع تفرعاته مما يجعلها على طمي يصل إلى 15م. وهي تقع على لوحة تكتونية حية مما يجعلها معرضة للهزات والرلازل.
الأرض في أوزبكستان تتكون في القسم الشمالي من سهول طوران، وتحيط هذه السهول ببحر آرال في الجنوب والجنوب الغربي لتدخل إقليم كاراكلباك، وفي وسط أوزبكستان سهول كيزيل قوم، أي الرمال الحمراء، وهي سهول فسيحة تغطيها الكثبان الرملية، تظهر بها بعض التلال الصخرية. والقسم الجنوبي من أوزبكستان جبلي، يتكوّن من سفوح جبال تيان شان والبامير وتنساب إلى القسم السهلي روافد نهرية تتجه نحو نهر سيحون، أو نحو نهر جيحون، وعلى هذه الروافد توجد المدن الهامة مثل طشقند وبخارى وسمرقند.

## التوزيع السكاني
وصل عدد سكان طشقند إلى 1٬902٬000 نسمة عام 1983 يعيشون في مساحة 256 كم2. عند تفكِك الاتحاد السوفييتي عام 1991، وصل عدد السكان الدائمين إلى 2٬136٬600 نسمة. وكانت رابع أكبر مدينة سوفييتية بعد موسكو، لينينغراد وكييف. في عام 2004، وصل تعداد سكانها إلى 2٬295٬300 نسمة.
بحسب إحصائيات عام 2008، كان التوزيع الإثني للمدينة كالتالي:
- %63.0 - أوزبك
- %20.0 - روس
- %4.5 - تتار
- %2.2 - كوريون
- %2.1 - طاجيك
- %1.2 - أويغوريون
- %7.0 - إثنيات أخرى

يتحدث حوالي 74.3 % من السكان اللغة الأوزبكية، و 14.2% اللغة الروسية. ويبلغ عدد المسلمين السُنَة فيها حوالي 88% ويعتنق 9% من السكان المذهب الأرثوذكسي الشرقي، كما توجد ديانات ومذاهب أخرى.

## أحيائها

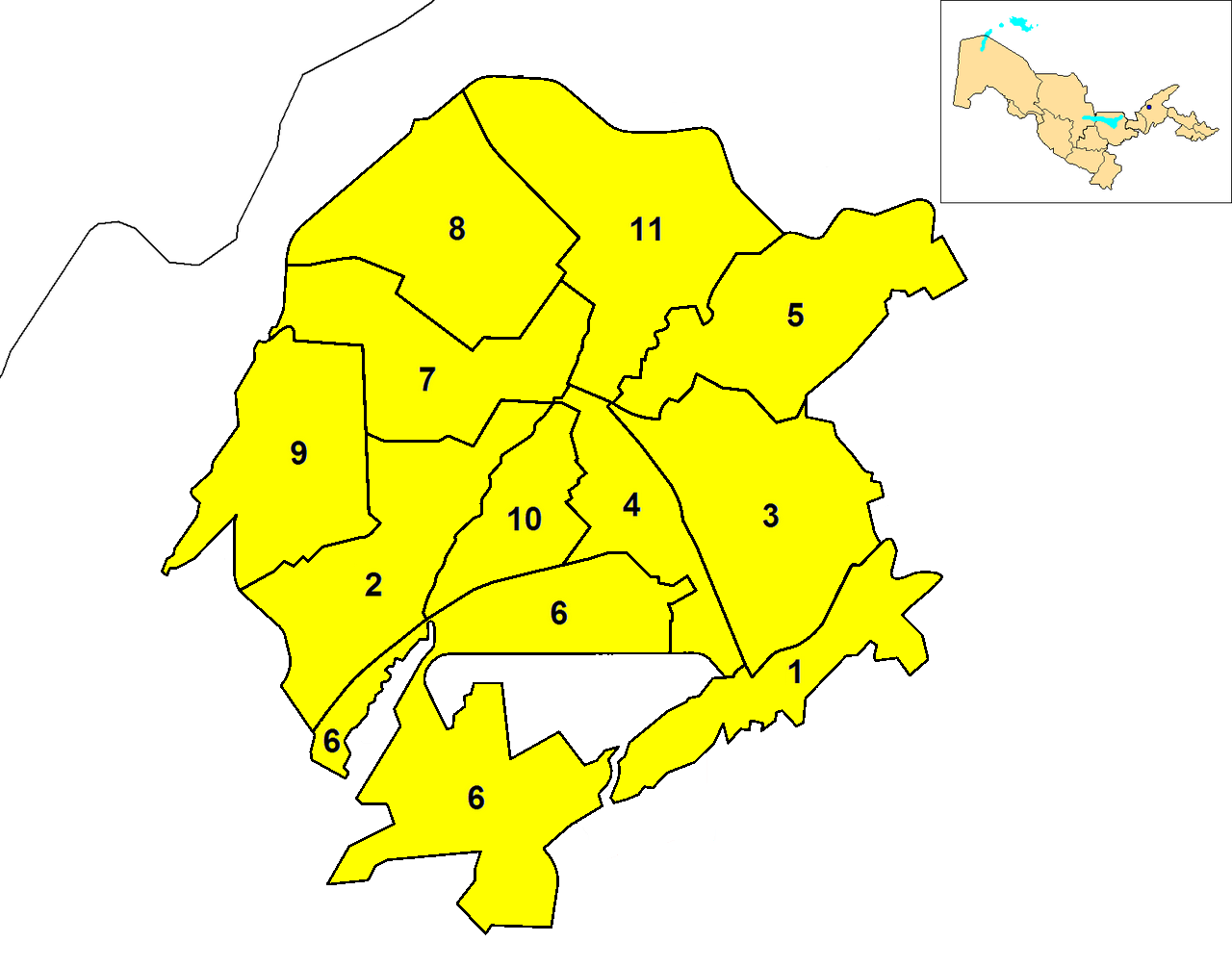
خريطة احياء طشقند

تنقسم أحياء طشقند إلى إحدى عشر منطقة هي:
|    | المنطقة      | عدد السكان (2009) | المساحة (كلم²) | الكثافة (مساحة/م²) | خريطة |
| 1  | بكتمير       | 27,500            | 20.5           | 1,341              |       |
| 2  | شلنزار       | 217,000           | 30.0           | 7,233              |       |
| 3  | ياشنوبود     | 204,800           | 33.7           | 6,077              |       |
| 4  | ميروبود      | 122,700           | 17.1           | 7,175              |       |
| 5  | ميرزو أولكبك | 245,200           | 31.9           | 7,687              |       |
| 6  | سيرغلي       | 149,000           | 56.0           | 2,661              |       |
| 7  | شيخونطهر     | 285,800           | 27.2           | 10,507             |       |
| 8  | المازار      | 305,400           | 34.5           | 8,852              |       |
| 9  | أوتشتيبا     | 237,000           | 28.2           | 8,404              |       |
| 10 | ياكاساراي    | 115,200           | 14.6           | 7,890              |       |
| 11 | يونساباد     | 296,700           | 41.1           | 7,219              |       |

## المناخ
| مخطط المناخ طشقند | مخطط المناخ طشقند | مخطط المناخ طشقند | مخطط المناخ طشقند | مخطط المناخ طشقند | مخطط المناخ طشقند | مخطط المناخ طشقند | مخطط المناخ طشقند | مخطط المناخ طشقند | مخطط المناخ طشقند | مخطط المناخ طشقند | مخطط المناخ طشقند |
| --- | ----------------- | ----------------- | ----------------- | ----------------- | ----------------- | ----------------- | ----------------- | ----------------- | ----------------- | ----------------- | ----------------- |
| 01 | 02                | 03                | 04                | 05                | 06                | 07                | 08                | 09                | 10                | 11                | 12                |
| 55 6 -3 | 47 8 -2           | 72 14 4           | 64 22 10          | 32 27 14          | 7.1 33 18         | 3.5 36 19         | 2 34 17           | 4.5 29 12         | 34 21 7           | 45 14 3           | 53 9 -0           |
| متوسط درجة-الحرارة °س مجاميع الهطل مم |                   |                   |                   |                   |                   |                   |                   |                   |                   |                   |                   |
| بالوحدات الإنكليزية \| 01 \| 02 \| 03 \| 04 \| 05 \| 06 \| 07 \| 08 \| 09 \| 10 \| 11 \| 12 \| \| 2.1 42 26 \| 1.8 46 29 \| 2.8 58 40 \| 2.5 71 50 \| 1.3 81 57 \| 0.3 92 64 \| 0.1 96 67 \| 0.1 93 63 \| 0.2 84 54 \| 1.3 70 45 \| 1.8 58 38 \| 2.1 47 31 \| \| متوسط درجة-الحرارة °ف مجاميع الهطول ″ \| \| \| \| \| \| \| \| \| \| \| \| |                   |                   |                   |                   |                   |                   |                   |                   |                   |                   |                   |
| 01 | 02                | 03                | 04                | 05                | 06                | 07                | 08                | 09                | 10                | 11                | 12                |
| 2.1 42 26 | 1.8 46 29         | 2.8 58 40         | 2.5 71 50         | 1.3 81 57         | 0.3 92 64         | 0.1 96 67         | 0.1 93 63         | 0.2 84 54         | 1.3 70 45         | 1.8 58 38         | 2.1 47 31         |
| متوسط درجة-الحرارة °ف مجاميع الهطول ″ |                   |                   |                   |                   |                   |                   |                   |                   |                   |                   |                   |

مناخ سمرقند متوسطي مع تأثرات بالمناخ القاري (بحسب تصنيف كوبن) مما يجعل شتائها (من كانون الأول/ديسمبر وحتى شباط/فبراير) ماطرا وباردا مع بعض الثلوج وصيفها طويل وحار ورطب.
| البيانات المناخية لـطشقند (1981–2010) | البيانات المناخية لـطشقند (1981–2010) | البيانات المناخية لـطشقند (1981–2010) | البيانات المناخية لـطشقند (1981–2010) | البيانات المناخية لـطشقند (1981–2010) | البيانات المناخية لـطشقند (1981–2010) | البيانات المناخية لـطشقند (1981–2010) | البيانات المناخية لـطشقند (1981–2010) | البيانات المناخية لـطشقند (1981–2010) | البيانات المناخية لـطشقند (1981–2010) | البيانات المناخية لـطشقند (1981–2010) | البيانات المناخية لـطشقند (1981–2010) | البيانات المناخية لـطشقند (1981–2010) | البيانات المناخية لـطشقند (1981–2010) |
| الشهر | يناير                                 | فبراير                                | مارس                                  | أبريل                                 | مايو                                  | يونيو                                 | يوليو                                 | أغسطس                                 | سبتمبر                                | أكتوبر                                | نوفمبر                                | ديسمبر                                | المعدل السنوي                         |
| --- | ------------------------------------- | ------------------------------------- | ------------------------------------- | ------------------------------------- | ------------------------------------- | ------------------------------------- | ------------------------------------- | ------------------------------------- | ------------------------------------- | ------------------------------------- | ------------------------------------- | ------------------------------------- | ------------------------------------- |
| الدرجة القصوى °م (°ف) | 22.2 (72.0)                           | 25.7 (78.3)                           | 32.5 (90.5)                           | 36.4 (97.5)                           | 39.9 (103.8)                          | 43.0 (109.4)                          | 44.6 (112.3)                          | 43.1 (109.6)                          | 39.8 (103.6)                          | 37.5 (99.5)                           | 31.1 (88.0)                           | 27.3 (81.1)                           | 44.6 (112.3)                          |
| متوسط درجة الحرارة الكبرى °م (°ف) | 6.9 (44.4)                            | 9.4 (48.9)                            | 15.2 (59.4)                           | 22.0 (71.6)                           | 27.5 (81.5)                           | 33.4 (92.1)                           | 35.6 (96.1)                           | 34.7 (94.5)                           | 29.3 (84.7)                           | 21.8 (71.2)                           | 14.9 (58.8)                           | 8.8 (47.8)                            | 21.6 (70.9)                           |
| المتوسط اليومي °م (°ف) | 1.9 (35.4)                            | 3.9 (39.0)                            | 9.4 (48.9)                            | 15.5 (59.9)                           | 20.5 (68.9)                           | 25.8 (78.4)                           | 27.8 (82.0)                           | 26.2 (79.2)                           | 20.6 (69.1)                           | 13.9 (57.0)                           | 8.5 (47.3)                            | 3.5 (38.3)                            | 14.8 (58.6)                           |
| متوسط درجة الحرارة الصغرى °م (°ف) | −1.5 (29.3)                           | 0.0 (32.0)                            | 4.8 (40.6)                            | 9.8 (49.6)                            | 13.7 (56.7)                           | 18.1 (64.6)                           | 19.7 (67.5)                           | 18.1 (64.6)                           | 13.0 (55.4)                           | 7.8 (46.0)                            | 4.1 (39.4)                            | 0.0 (32.0)                            | 9.0 (48.1)                            |
| أدنى درجة حرارة °م (°ف) | −28 (−18)                             | −25.6 (−14.1)                         | −16.9 (1.6)                           | −6.3 (20.7)                           | −1.7 (28.9)                           | 3.8 (38.8)                            | 8.2 (46.8)                            | 3.4 (38.1)                            | 0.1 (32.2)                            | −11.2 (11.8)                          | −22.1 (−7.8)                          | −29.5 (−21.1)                         | −29.5 (−21.1)                         |
| الهطول مم (إنش) | 57.8 (2.28)                           | 57.2 (2.25)                           | 64.8 (2.55)                           | 59.8 (2.35)                           | 40.9 (1.61)                           | 10.8 (0.43)                           | 3.5 (0.14)                            | 1.9 (0.07)                            | 5.9 (0.23)                            | 29.3 (1.15)                           | 41.3 (1.63)                           | 53.6 (2.11)                           | 426.8 (16.8)                          |
| متوسط أيام هطول الأمطار | 11.1                                  | 9.6                                   | 11.4                                  | 9.5                                   | 7.0                                   | 3.2                                   | 1.3                                   | 0.7                                   | 1.5                                   | 4.8                                   | 7.3                                   | 9.5                                   | 76.9                                  |
| متوسط الأيام المثلجة | 13                                    | 8                                     | 1                                     | 0                                     | 0                                     | 0                                     | 0                                     | 0                                     | 0                                     | 0.2                                   | 2                                     | 8                                     | 32.2                                  |
| متوسط الرطوبة النسبية (%) | 73                                    | 68                                    | 62                                    | 60                                    | 53                                    | 40                                    | 39                                    | 42                                    | 45                                    | 57                                    | 66                                    | 73                                    | 57                                    |
| ساعات سطوع الشمس الشهرية | 117.8                                 | 127.1                                 | 164.3                                 | 216.0                                 | 303.8                                 | 363.0                                 | 384.4                                 | 365.8                                 | 300.0                                 | 226.3                                 | 150.0                                 | 105.4                                 | 2٬823٫9                               |
| المصدر: مركز الامطار الاوزبكي، منظمة المناخ العالمية، Pogoda.ru.net (مقاييس الحرارة العليا والصغرى)، مرصد هونغ كونغ (معدل ساعات النهار الشهري) |                                       |                                       |                                       |                                       |                                       |                                       |                                       |                                       |                                       |                                       |                                       |                                       |                                       |

## الاقتصاد
يوجد في طشقند 300 مؤسـسـة صناعية و 1400 مؤسسة ذو شراكة مع شركات أجنبية مكونة مـن 80 دولة.
وفي عام 2007م تـم تشغيل 28 مصـنعا حديثـا، وزادت القـدرات الإنتاجـية للمنشآت الصناعية كما زادت الاستثمارات والشركات الأجنبية التي تعمل فيها. وتوجد 160 منظـمة تعمل في مجـال السـياحة.
و في خلال السنوات الأخيرة تم جـذب الاسـتثمارات بحـوالي 1٬3 مليـار دولار أمريكي في القطاع الخاص تم تصدير منتجات بمقدار (2,6) مليار دولار أمريكي.
وتكمن صناعاتها الرئيسية في الطاقة وصناعة الطائرات وكذلك في معالجة المعادن وصناعة الماكينـات ومكـائن قاطفـات القطـن والجـرارات ومشاغل الخياطة وصناعة الأسلاك النحاسية والألكترونيات وصناعة النسيج والأحذية والمنتجات البلاستيكية والمصنوعات المنقوشة والخزفية وصـناعة المـواد الغذائيـة والمشروبات.

## التعليم والثقافة
توجد أكاديمية العلوم بطشقند وتضم 40 دائرة للأبحاث العلمية. وكما توجد فيها 32 مؤسسة تعليمية عُليا و 30 أكاديمية و51 معهد مهني و 300 مدرسة. وبعد الاستقلال فتحت في العاصمة 15 مؤسسة تعليمية عليا مرموقة جديدة مثل جامعة الاقتصاد العالمي والدبلوماسية وجامعة تكنولوجيا المعلومات وجامعة طشقند الإسلامية وغيرها. وكما يوجد في العاصمة عديد من فروع الجامعات الأجنبية مثل جامعة وستمنستر الدولية وجامعة موسكو الحكومية باسم لومونوسوف ومعهد سنغافورة للتنمية الإدارية وغيرها. ويتلقـّى العـلم فيها عـدد كبيـر من الطلبـة ينتمـون لأكـثر من 40 دولـة. وكما توجد فيها 30 مدرسـة موسـيقية و13 مسـرحا و 12 متحفا و 25 مرفق رياضي.

### الجامعات
من أهم جامعات طشقند:
- معهد طشقند للسيارات وإنشاء الطرق.
- جامعة طشقند الحكومية للتقنية.
- معهد طشقند للعمارة والهنددسة المدنية.
- مدرسة كيلاجاك علمي للأعمال.
- جامعة طشقند لتقنيات المعلوماتية.
- جامعة ويستمنستر العالمية في طشقند.
- كليات تورين التقنية الجامعية في طشقند.
- جامعة أوزبكستان الوطنية.
- جامعة الاقتصاد والديبلوماسية العالمية.
- جامعة طشقند الحكومية لعلوم الاقتصاد.
- معهد طشقند الوطني للقانون.
- معهد طشقند للعلوم المالية.
- الجامعة الوطنية للغات الأجنبية.
- المعهد الموسيقي.
- معهد طشقند لطب الأطفال.
- معهد الدراسات الشرقية.
- معهد طشقند الطبي.
- جامعة طشقند الإسلامية: وهي صرح علمي يضم كليات متخصصة في تاريخ الإسلام وفلسفته، وعلوم الشريعة والاقتصاد والعلوم الطبيعية، وعلوم الحساب وتكنولوجيا المعلومات، وبها أقسام لتدريس اللغات الشرقية والغربية.
- معهد طشقند للعلوم للمنسوجات والصناعات الخفيفة.
- معهد طشقند لمهندسي سكك الحديد.
- معهد كمال الدين بخزود للفنون والتصميم.

## الإعلام
وتصدر دور نشر طشقند 19 صحيفة على مستوى الجمهورية وصحيفتين على مسـتوى المحـافظات وصحيفتين على مسـتوى المدن و 44 صـحيفة تصـدر بأعـداد كبيرة و 62 مجـلة.

## المواصلات
يوجد فيها مطاران ومحطـتي سكة حـديد وخطوط لمترو الأنفاق وخطوط للنقل كالباصـات وترولي باص والترام والسيارات. ومطار طشقند الدولي هو أكبر مطارات البلاد وله خطوط طيران تصل آسيا وأوروبا والأمريكيتين.

## معالم المدينة
تحتضن طشقند خمسة عشر متحفًا، ومائتي دار عرض، وأكثر من ثلاثمائة مسرح، وما يزيد على ثلاثة آلاف مكتبة عامة ومتخصصة، ومنظومة تعليم عال، وبها جامعات احتلت مركزًا متقدمًا جعلها ضمن خمسمائة جامعة متطورة في العالم.

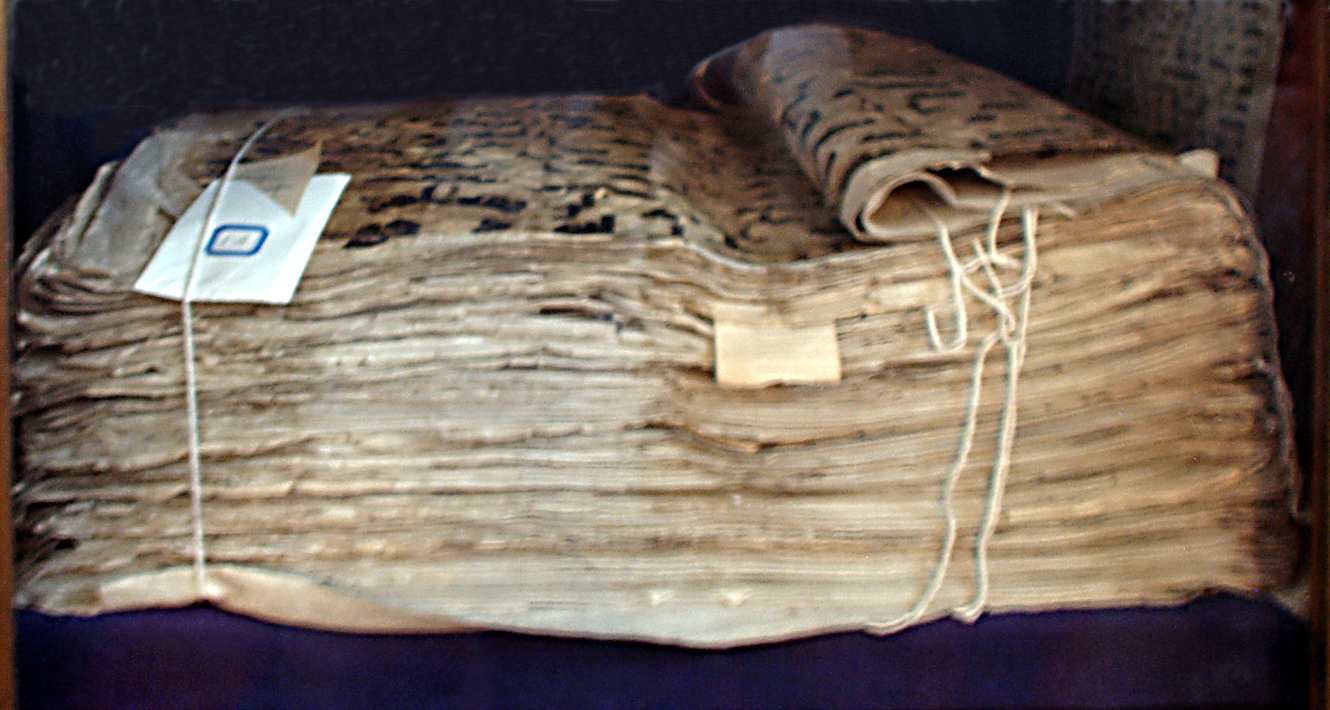
مصحف عثماني في طشقند.

كما تحتوي على الكثير من المعالم الأثرية أهمها:
- ساحة «حضرة إمام»: المليئة بعبق الحضارة الإسلامية، فبعض مباني هذه الساحة يعود إلى القرن السادس عشر الميلادي، وتضم مدرسة براق خان والمعهد الإسلامي للإمام البخاري.
- مدرسة كوكالداش: مدرسة للقرآن الكريم بنيت في عهد السلطان عبد الله خان (1557م-1598م) في القرن السادس عشر الميلادي، وهي واحدة من أكبر المدارس لتحفيط القرآن الكريم في آسيا الوسطى. يقوم بترميمها مجلس ما وراء النهر الإسلامي. وهناك مخططات لتحويلها إلى متحف.

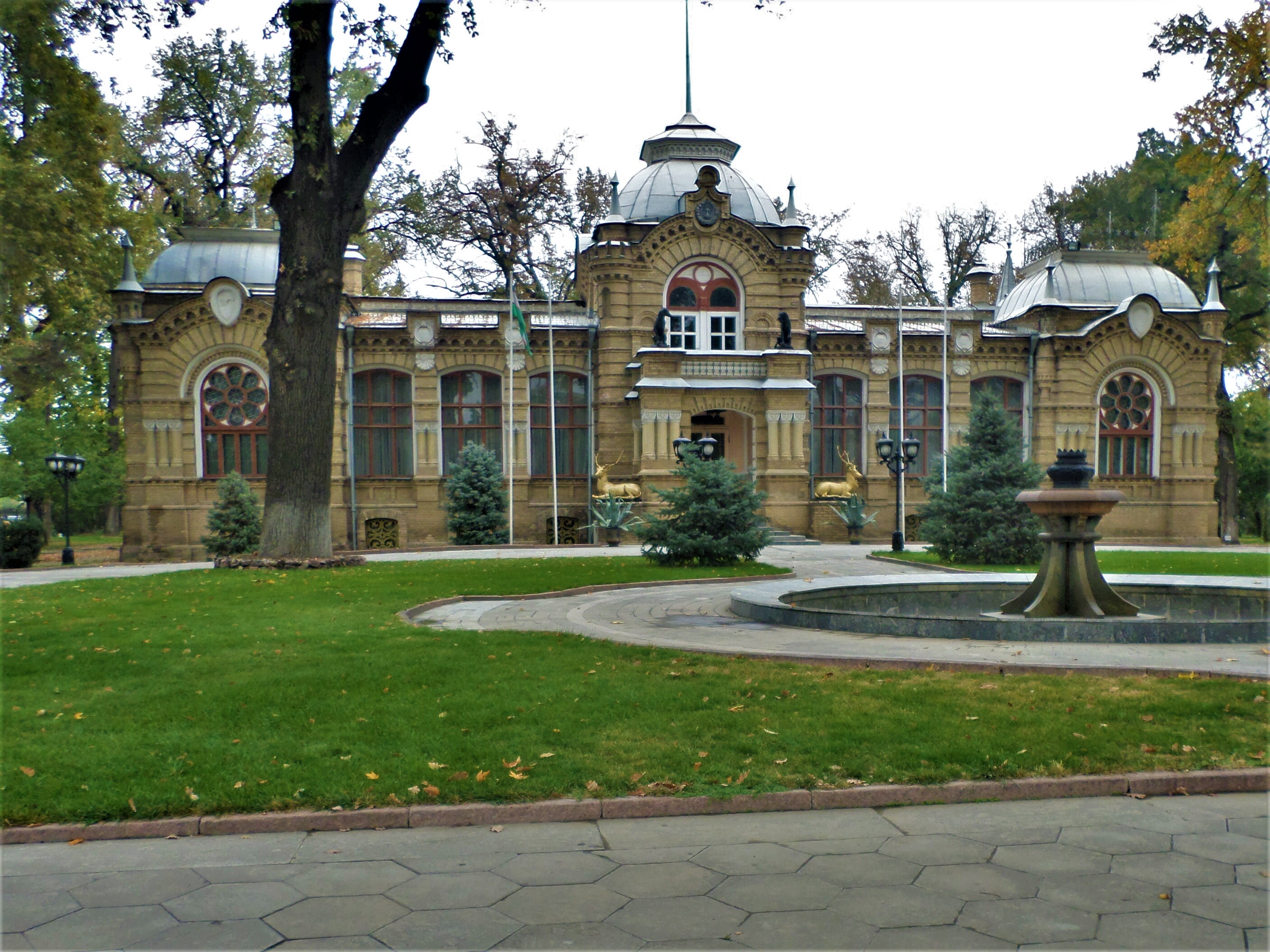
قصر الامير رومانوف

- قصر الامير رومانوفقصر أمير رومانوف: عندما طرد الدوق الأكبر نيكولاي كونستانتينوفيتش (ابن عم القيصر الكسندر الثالث) بسبب تلاعبه بالمجوهرات الإمبراطورية، أتى إلى طشقند وبنى القصر. يقع القصر في حي المدينة القديم. كان متحفا لحين ضمه لملاك وزارة الخارجية.

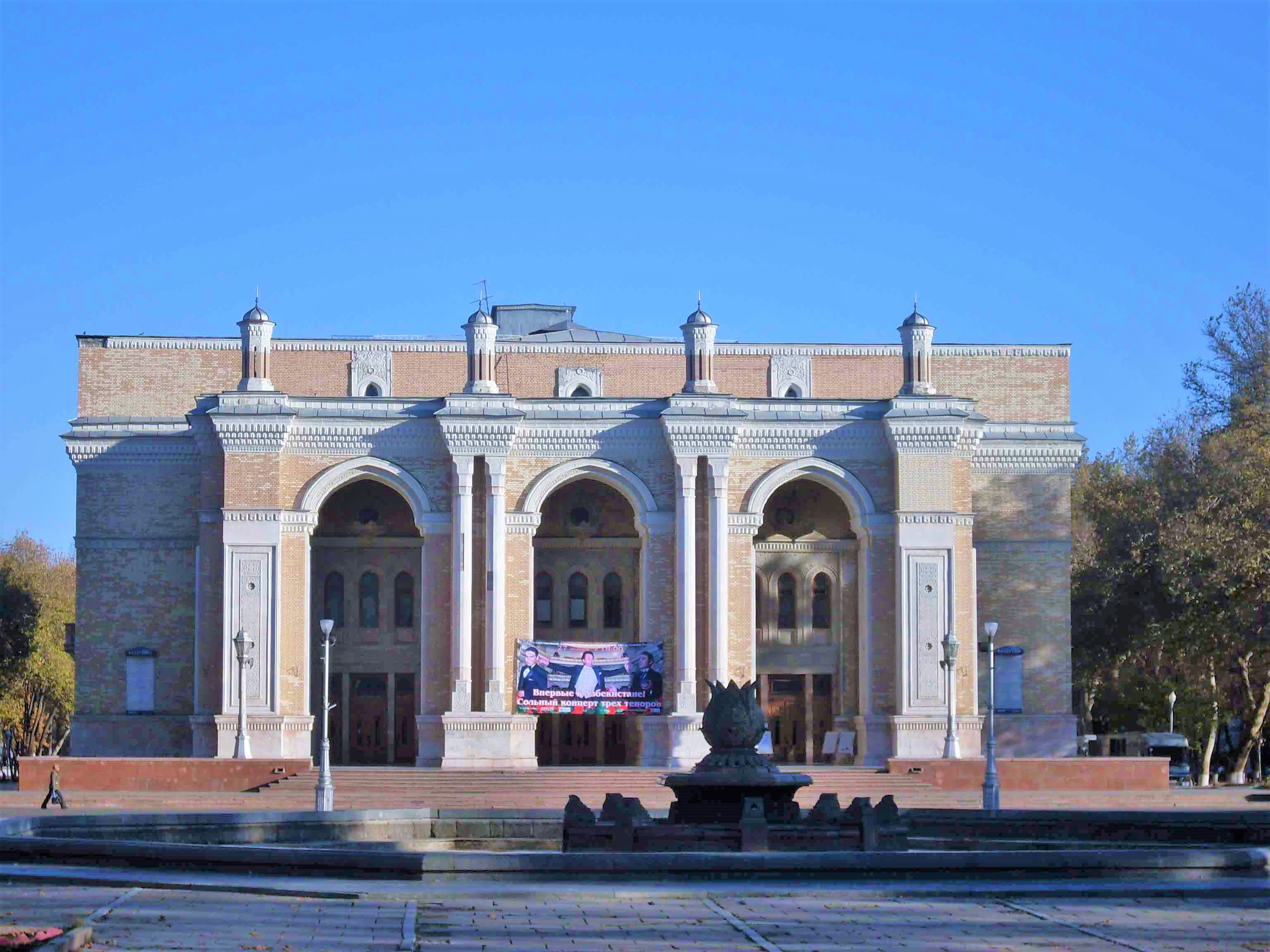
اوبرا ومسرح النوائي

- اوبرا ومسرح النوائيأوبرا ومسرح علي شير نوائي: صمّمه المعماري ألكسي شوتشويف الذي صمِم ضريح لينين وبناه سجناء الحرب العالمية اليابانيون ويعد تحفة معمارية رائعة تخليداً للأديب النوائي.
- ميدان استقلال: وهو الميدان الرئيسي للمدينة وزين ساحتها بالنوافير المائية، ويُعد من أجمل وأحب الأماكن للأوزبك. وأُنشئ فيه النصب التذكاري للاسـتقلال والإنسـانية.
- ضريح يونس خان: مؤلّف من ثلاث أضرحة أكبرها ضريح يونس خان جد بابر مؤسس الدولة المغولية.
- مسجد تيليشيخ (جامع الإمام خاست): يحتوي على مصحف عثمان الذي يعد أقدم قرآن مخطوط يعود إلى عام 655م ملطّخ بدماء الخليفة عثمان بن عفان جلبه تيمورلنك كشاهد على انتصاراته. استولى عليه الروس كي تشهد على انتصاراتهم وعرضوه في متحف سانت بطرسبورغ ثم أُعيد إلى أوزبكستان عام 1924م.[29]
- متحف تاريخ التيموريين، وميدان الأمير تيمور: متحف رائع التصميم ذو قبة زرقاء مميزة ويمزج في تصميمه الأسـلوب القومي والأسـلوب العصـري لفـن الهندسـة المعمـارية. يحتوي على معروضات حول تيمورلنك والرئيس إسلام كريموف. تحتوي حديقته على تمثال لتيمورلنك ممتطيا جواده. وكان يوجد في ميدانه كنيسة أرثوذكسية روسية بنيت عام 1898م وهدمت عام 2009م. ولم يسمح باستخدامه كدور عبادة منذ 1920م بسبب سياسات السوفييت التي تمنع ممارسة الشعائر الدينية. تحوّل المبنى إلى مصرف بعد استقلال أوزبكستان.
- برج طشقند التليفزيوني: ويعد أعلى مبنى في منطقة آسيا الوسطى ويبلغ ارتفاعه 375م، كما يوجد فيه المطعم الدوار على ارتفاع 110 أمتار، ويشتهر بوجود مرصد للاستمتاع بالمناظر الخلابة للمدينة، وبُني عام 1981
- النصب التذكاري للحرب: وهو منتزه رائع آخر في مدينة طشقند، توجد فيه الشعلة الخالدة والنصب التذكاري للحرب كما يوجد فيه أسماء جميع الضحايا الذين سقطوا في الحرب العالمية الثانية.
- مجمـوعـة «حضرة الإمام»: يعتبر من أهم المعـالم الإسلامية الأثرية والتي أعيدت بناؤها وترميمها عام 2007م على الطراز المعماري الإسلامي. وتتكون من: «مسجد حضرة الإمام» و«ضريح الإمام القفال الشاشي» الذي لُقِب بحضرة الإمـام.
- مدرسـة بـراق خان: وكانت تعرف باسم كـوك قمباز" أي القـبة الخضـراء
- مسجد نمازكاغ: الذي أُعيد أعماره وأقيم فيه معهد الإمـام البخـاري. وكما تضم المجموعة «مدرسة مـوي مبـارك» وتحتفظ في مكتبتها مصحف الخليفة عثمان بن عفان رضي الله عنه المخطوط عام 634-644م، وتضم مسجد تـلا شـيخ ومجمع «مبنى الإدارة الدينية لمسلمي أوزبكستان». وتحتوي مكتبتها على 20,000 كتاب و 3000 مخطوطة قديمة نادرة.
- معهد الاستشراق: الذي يحمل اسم أبو ريحان البيروني التابع لأكاديمية العلوم وفـيه مكتبة تعـد من أثـرى خـزائـن المخطوطات في العـالم وهي مدرجة في قائمة اليونسكو للأشياء النادرة. ويحتفظ فيها بـ25,000 مخطوطة و 67,000 كتاب قديم.
- متحـف تاريـخ شعوب أوزبكستان: أحـد أقدم المتاحـف في آسيا الوسطى.
- المتحف الحكومي للآداب: يحتوي على 17,000 مخطوطة 50,000 كتاب من المـواد الوثائقـية المتعلقـة بشـعراء وكتاب الأوزبك.
- الحديـقة الوطنيـة: وتحمل اسم «علي شيرنوائي» وتقام فيها الاحتفالات الرئيسـية للبـلاد .
- مترو طاشـقند: إحدى المنشآت الجميلة النادرة والمترو الأنفاق الوحيد في آسـيا الوسطى .

## الترفيه والتسوق
هناك العديد من مراكز التسوق في المدينة منها:
- مجمع نكست: بالإضافة لمتاجر التسوق، يضم المجمع مختبر علوم للأطفال ومتحف ديناصورات وحلقة تزلج ودور عرض سينمائي.
- سمرقند درافوزا: يضم نخبة متنوعة من الترفيه منها ملعب للأطفال، حلقة غاما، قاعة بولينغ ومرآب متعدد الطوابق.
- مركز كونتيننت للتسوق: ويضم وجمع للمطاعم، ملهى ومقهى لتخفيف الوزن.

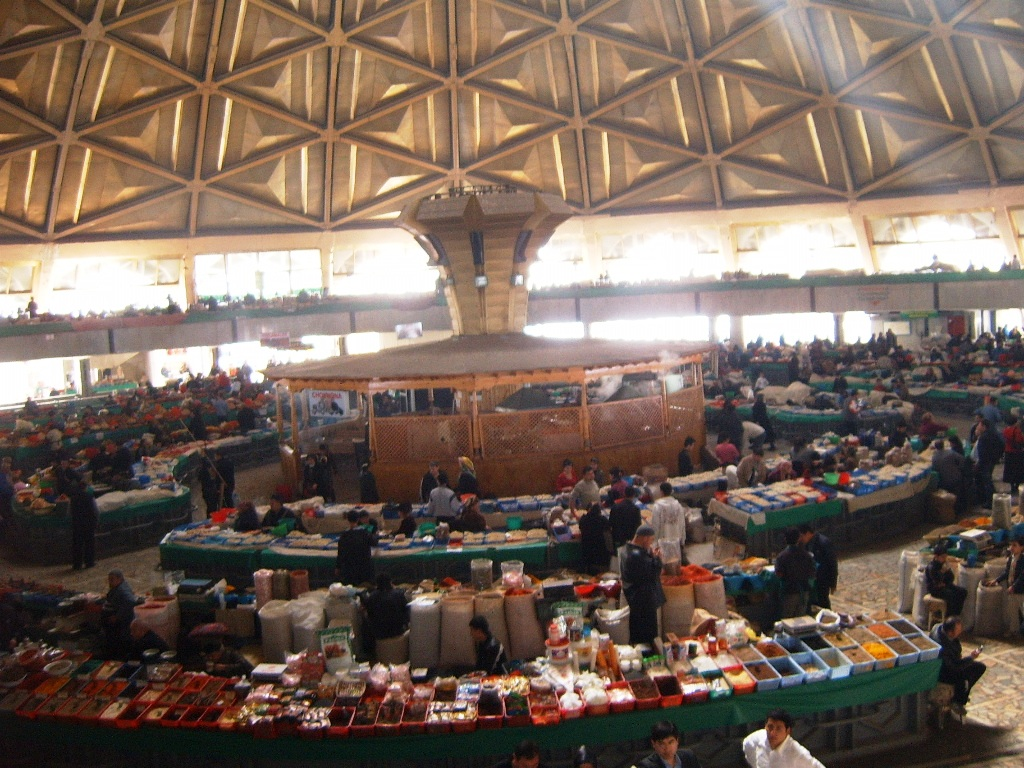
سوق شارسو

- سوق شارسوسوق شارسو: وهو سوق للمزارعين يقع في الطرف الجنوبي من البلدة القديمة بالقرب من مدرسة كوكالداش حيث تُباع التوابل والحبوب والفواكه ومنتجات الألبان ويمكن للسياح قضاء وقت رائع فيه والإطلاع على عادات دول وسط آسيا وطبيعة عملهم. يمثل هذا السوق أحد الأنشطة الأكثر إثارة للاهتمام في طشقند. يمكنك أيضاً العثور على بعض الهدايا التذكارية، تتميز منتجاته برخص ثمنها حيث أنها في مجملها منتجات مستوردة من الصين.
- طشقند لاند: هو متنزه لركوب الخيل كما يوجد فيه مختلف الألعاب، وهو مكان رائع لقضاء الوقت مع العائلة والأصدقاء ويقع بالقرب من أكوا بارك وبرج تلفزيون طشقند.
- أكوا بارك: وتقع في شارع أمير تيمار بالقرب من برج تلفزيون طشقند. وهي حديقة للألعاب المائية ويوجد فيها مطعم.

## الرياضة

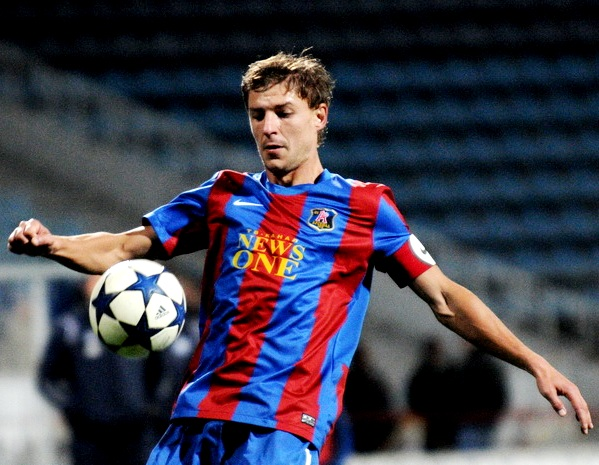
ماكسيم شاتسيك مهاجم فريق ازبكستان الوطني.

تعتبر كرة القدم من أشهر رياضات المدينة وفيها ناديين مشهورين هما نادي بختاكور طشقند ونادي بونيودكور. الذين يلعبا ضمن الدوري الوطني. ومن ابرز لاعبي المدينة ماكسيم شاتسكيخ وبيتر اوديموينغي وفاسيلاس هاتزبناغيس.
ومن اللاعبين المعروفين الدراج جمال الدين عبدالجبروف، ولاعبي التنس دبنيس ايستومين واكجول امانمرادوف وارودا تولياجانوفا ولاعبي الجمباز الينا كباييفا والكسندر شاتلوف. ومجذف القوارب مايكل كولجانوف الالمبي السابق ولاعبة تنس الريشة ناتيلا تيللر ولاعب الدوتا-2 ارتور «ارتيزي» بابايف المحتف في نادي تيم سيكريت.

## توأمة مدن
عقدت طشقند اتفاقيات تؤامة مع المدن التالية:
| - ألماتي، كازخستان - أنقرة، تركيا - أستانا، كازخستان - بيجنغ، الصين - برلين، ألمانيا - بيشكك، غيرغيستان - القاهرة، مصر | - دنيبرو، أوكرانيا - هاسكوفو، بلغاريا - اسطنبول، تركيا - كراتشي، باكستان - كييف، أوكرانيا - كورتريجيك، بلجيكا | - موسكو، روسيا - ريغا، لاتفيا - سياتل، الولايات المتحدة الأمريكية - سيئول، كوريا الجنوبية - سكوبيي، مكدونيا - تونس، تونس |

## أيام العطل
- 1 كانون الثاني/يناير: السنة الجديدة.
- 8 آذار/مارس: يوم المرأة.
- 21 آذار/مارس: السنة الآسيوية الجديدة.
- 1 أيار/مايو: يوم العمال.
- 9 أيار/مايو: ذكرى الشرف.
- 1 أيلول/سبتمبر: يوم الاستقلال.
- 1 تشرين الأول/أكتوبر: يوم المعلم.
- 8 كانون الأول/ديسمبر: يوم الدستور.

كما تعطل أيام أعياد الفطر والأضحى بحسب التقويم الهجري. ويجرى في العاصمة سنوياً الاحتفال الرسـمي بعيد استقلال الوطن في شهر سـبتمبر.

## معرض صور

مناظر من مدينة طشقند
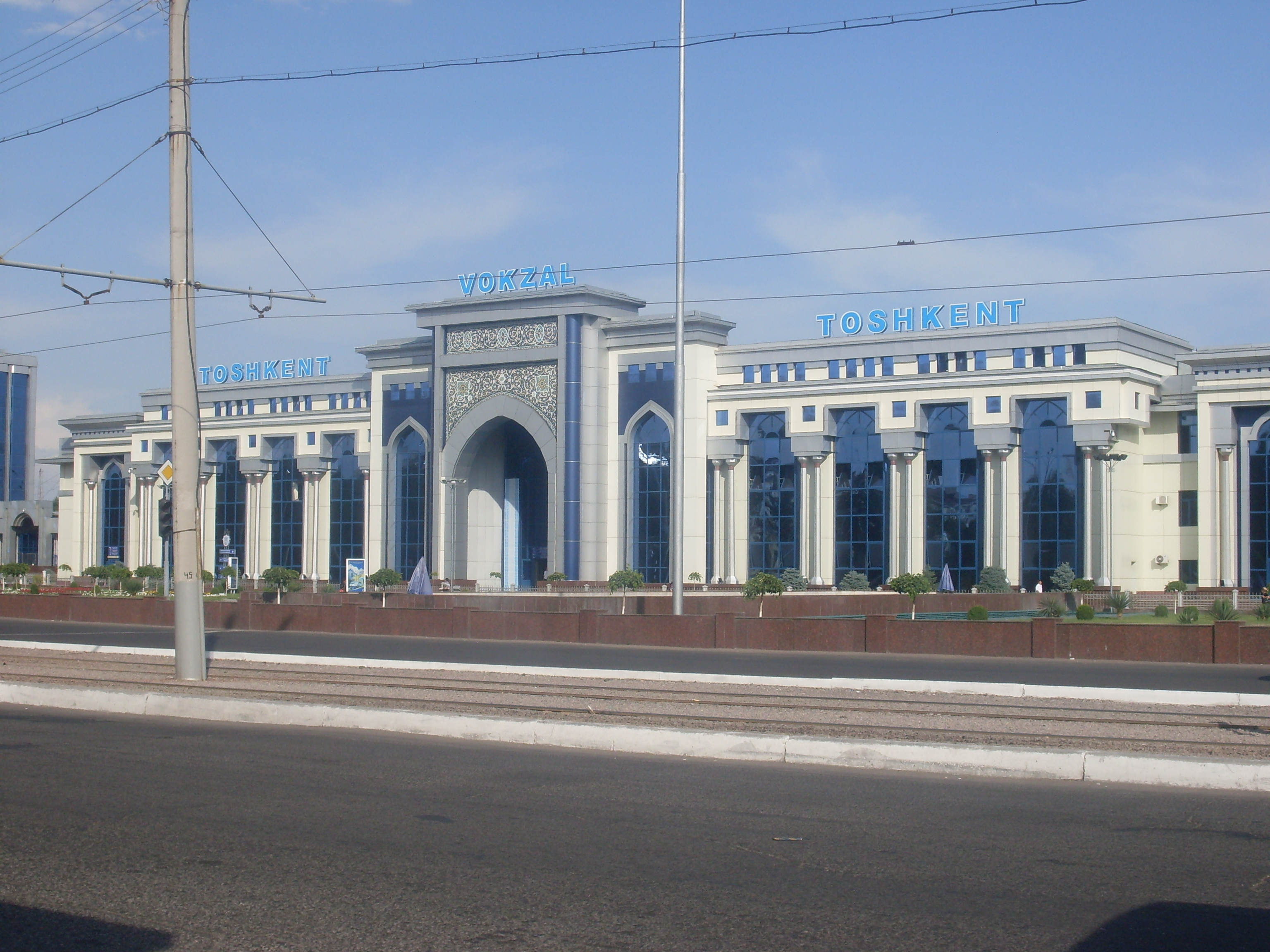
محطة القطارات في طشقند
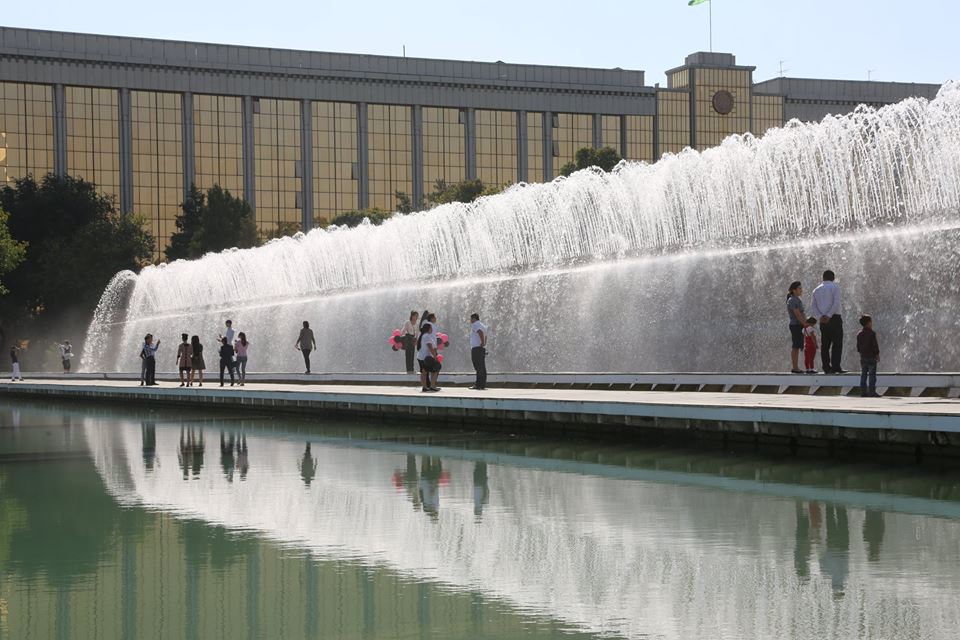
حديقة ساحة التحرير
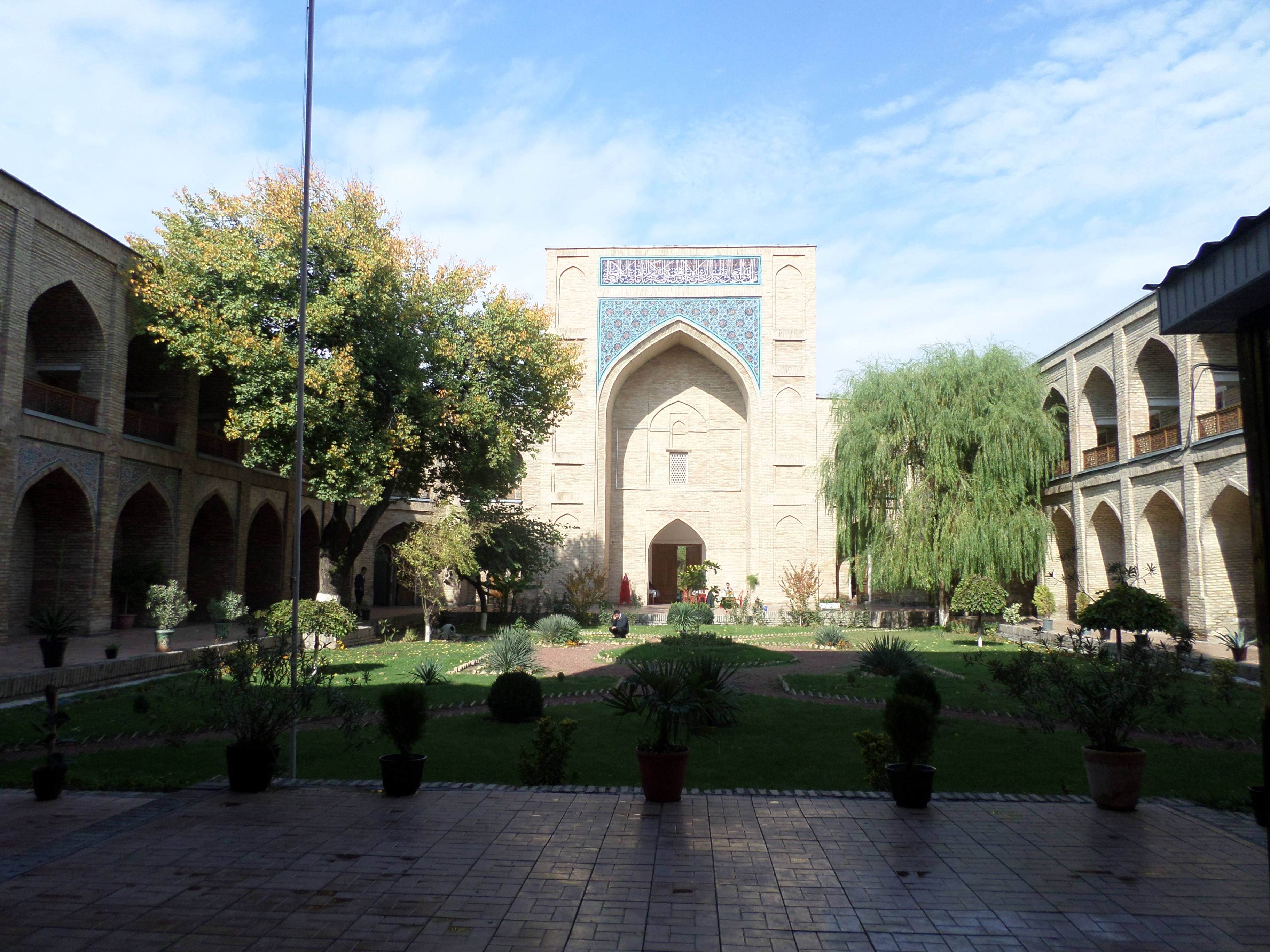
واجهة مدرسة كوكلداش
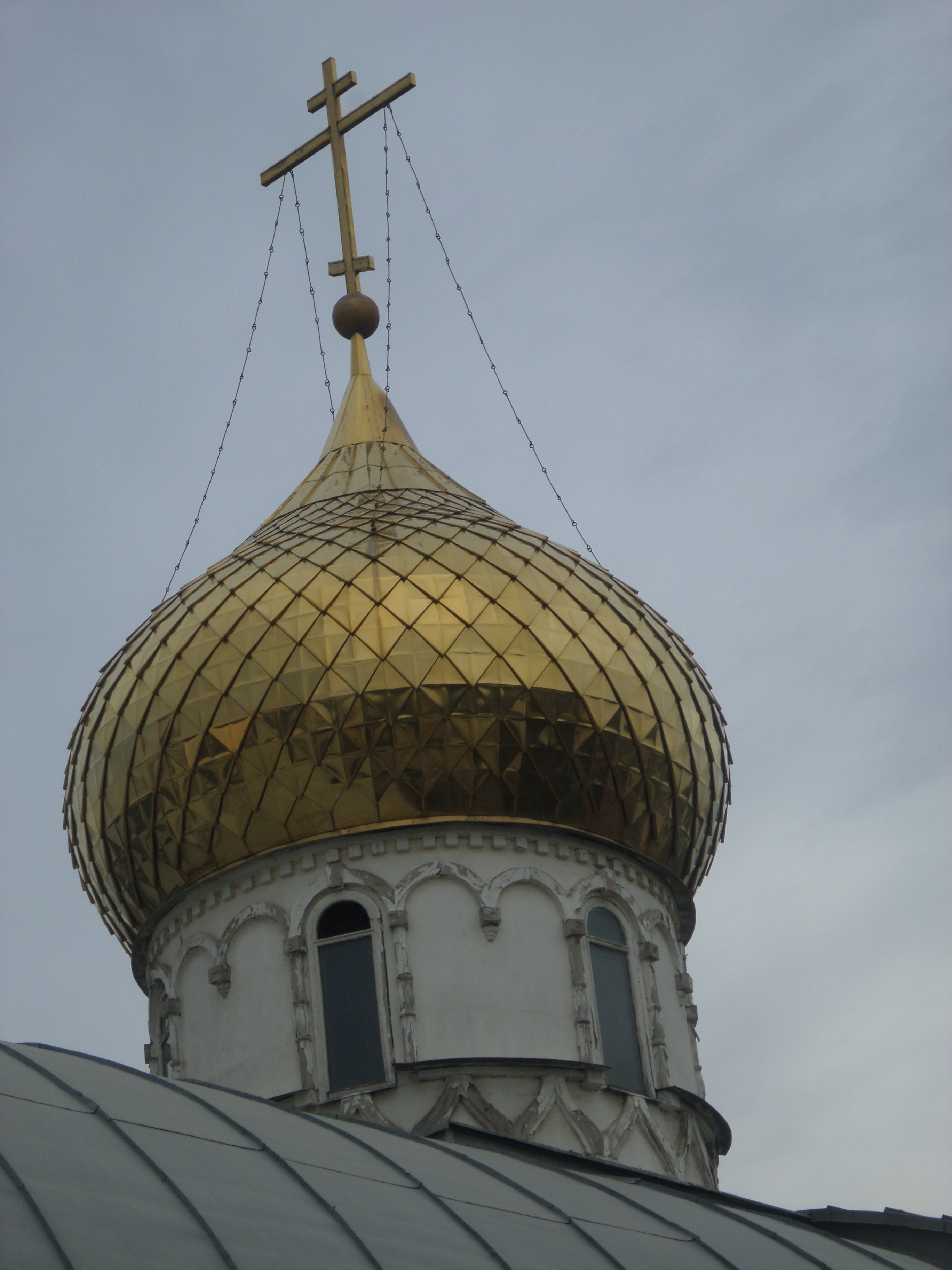
الكنيسة الارثودكسية في طشقند
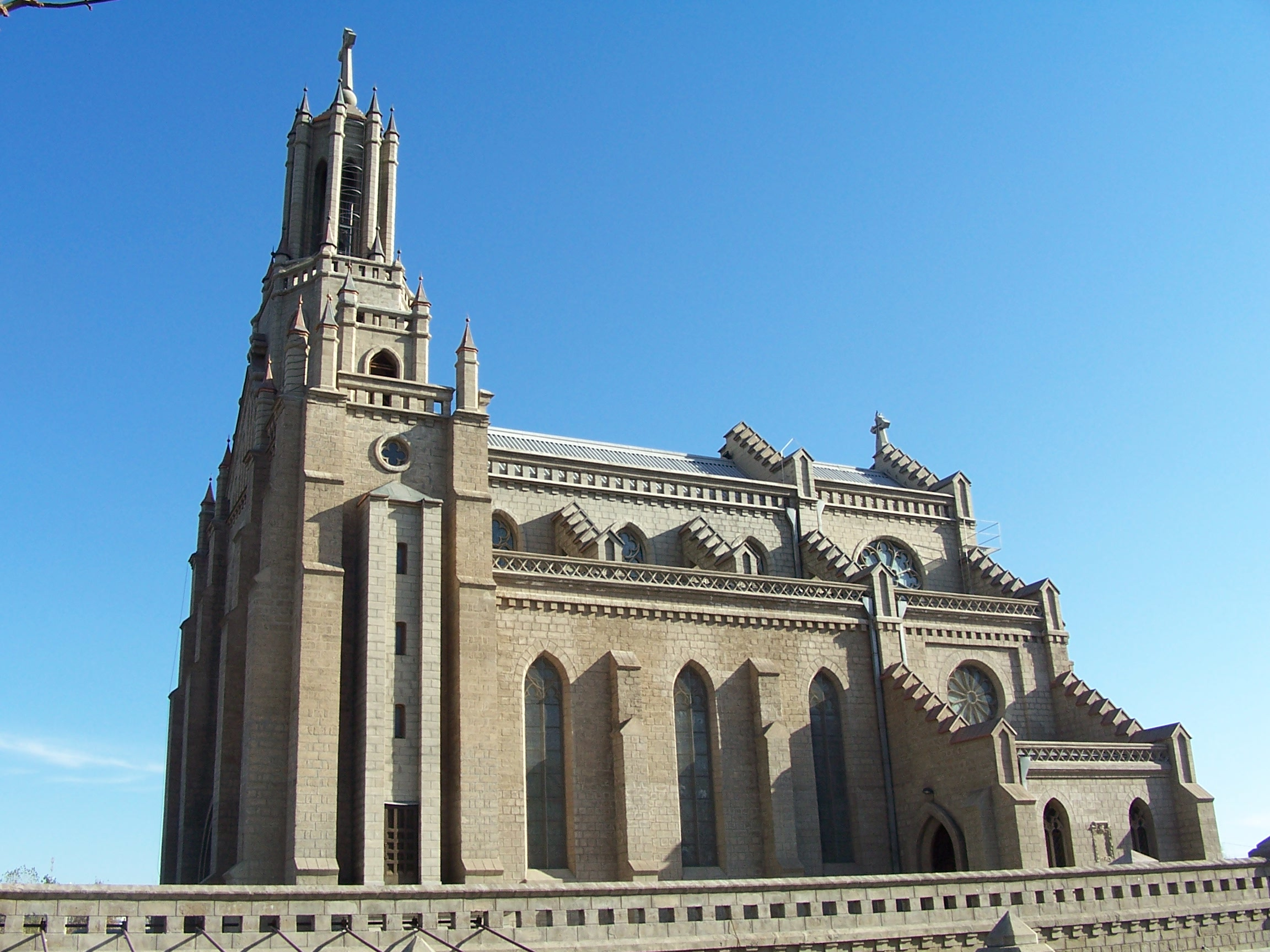
كاتدرائية القلب المقدس
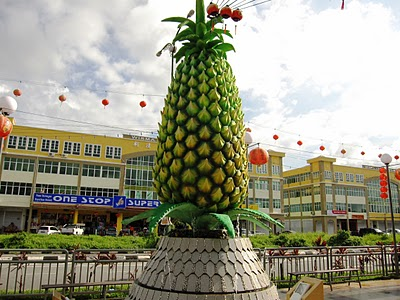
نصب الاناناس
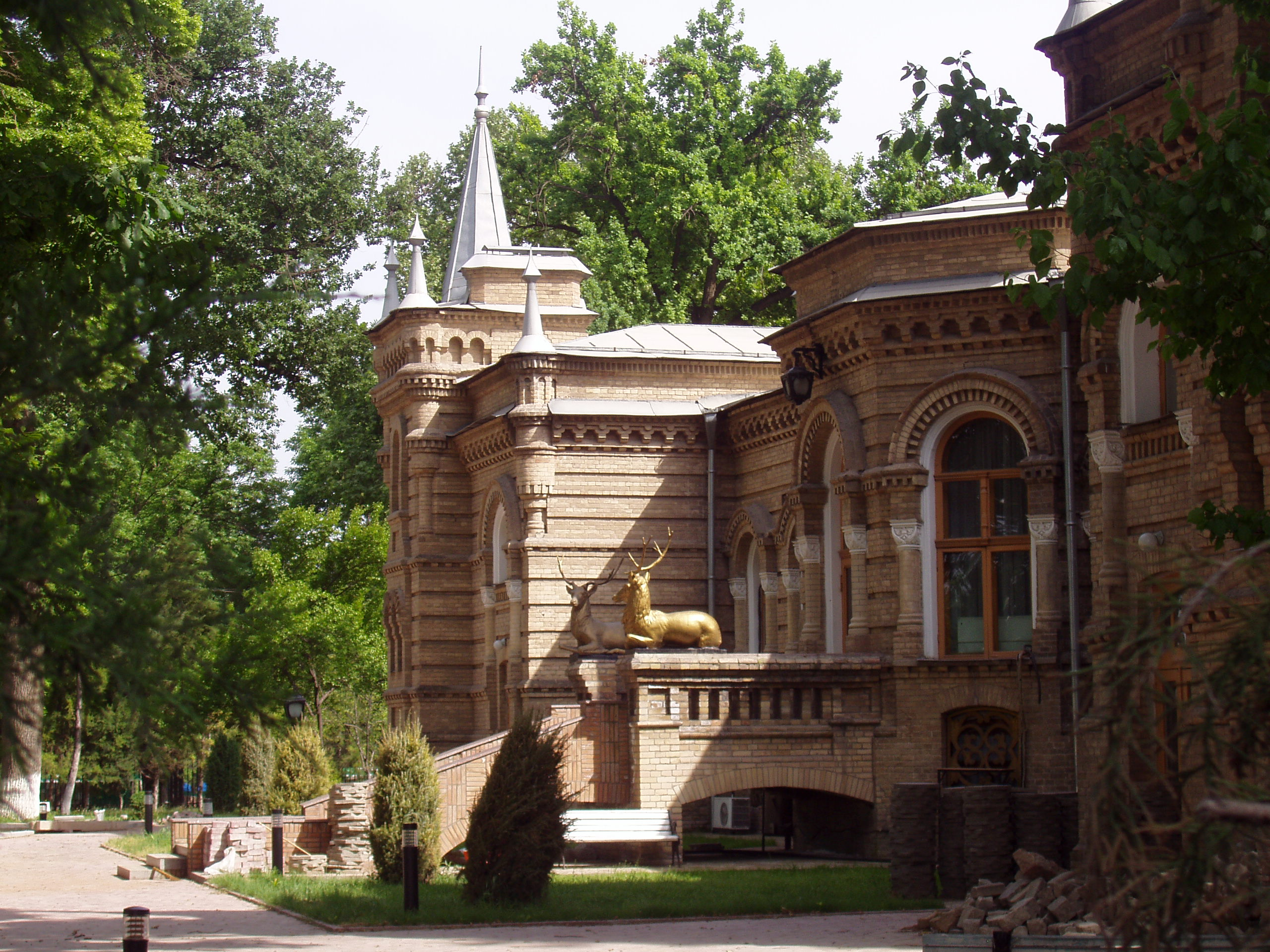
قصر الامير رومانوف
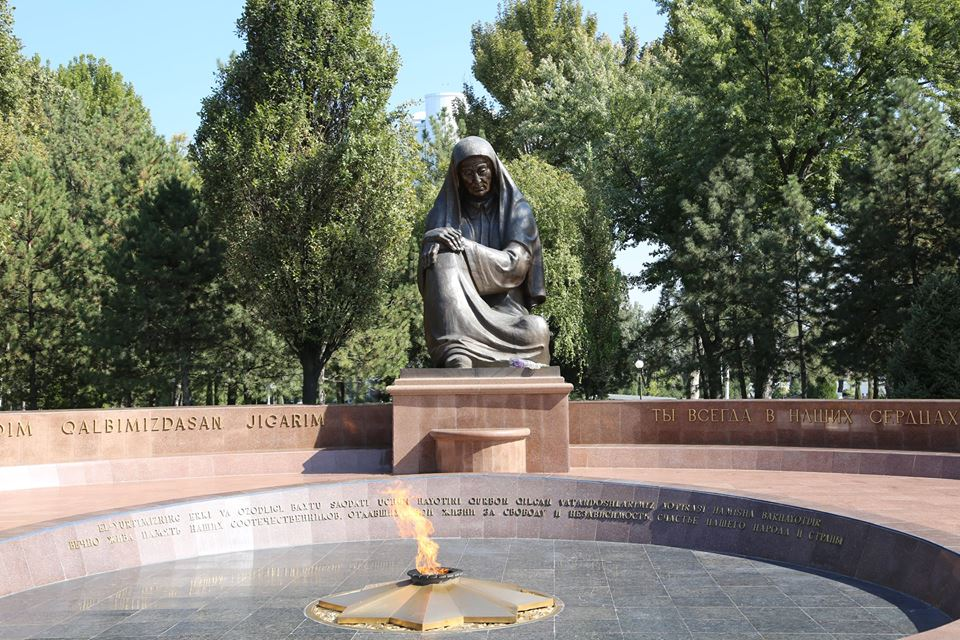
الشعلة
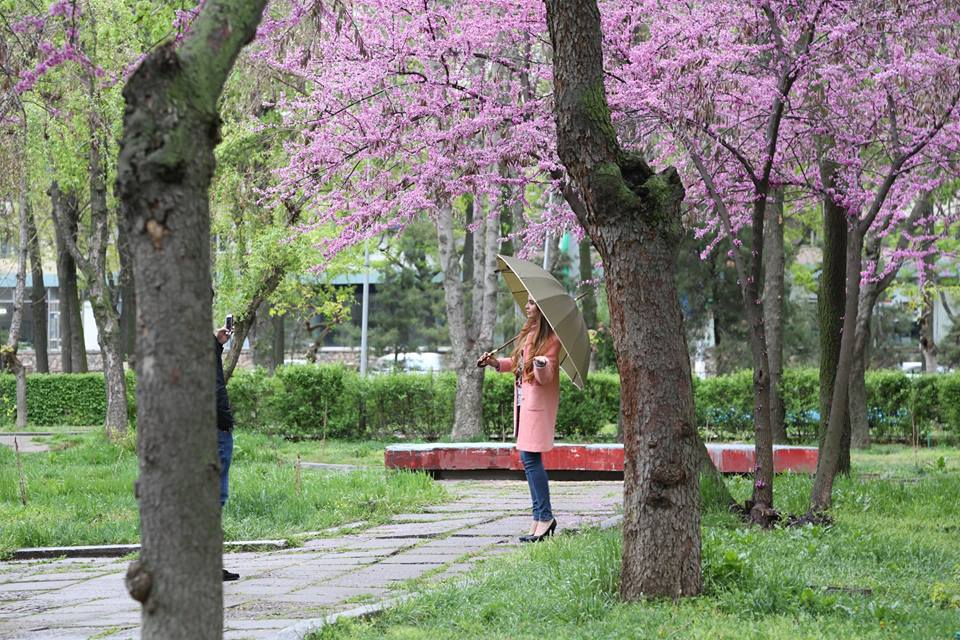
حديقة غناء في طشقند
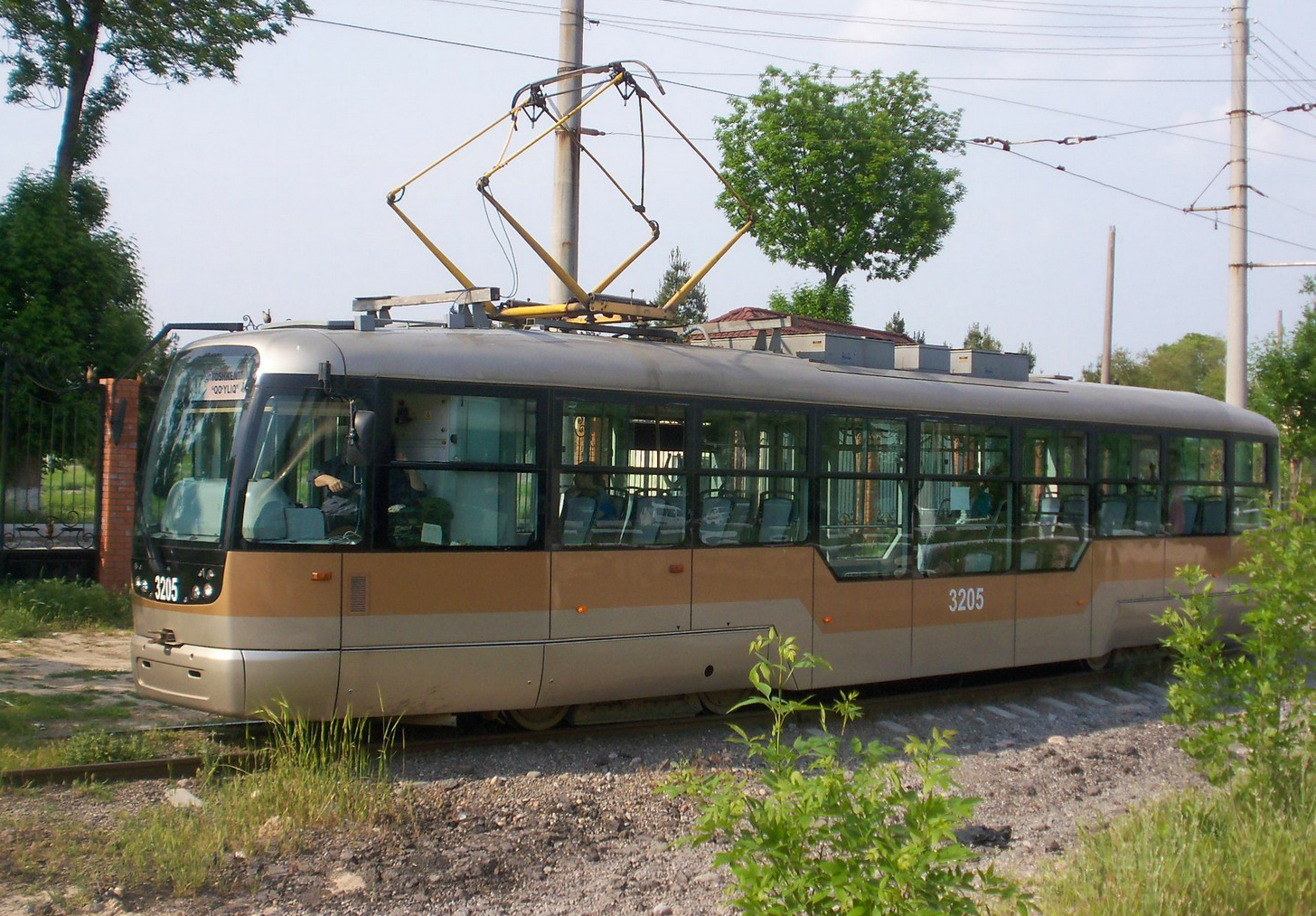
قطار كهربائي
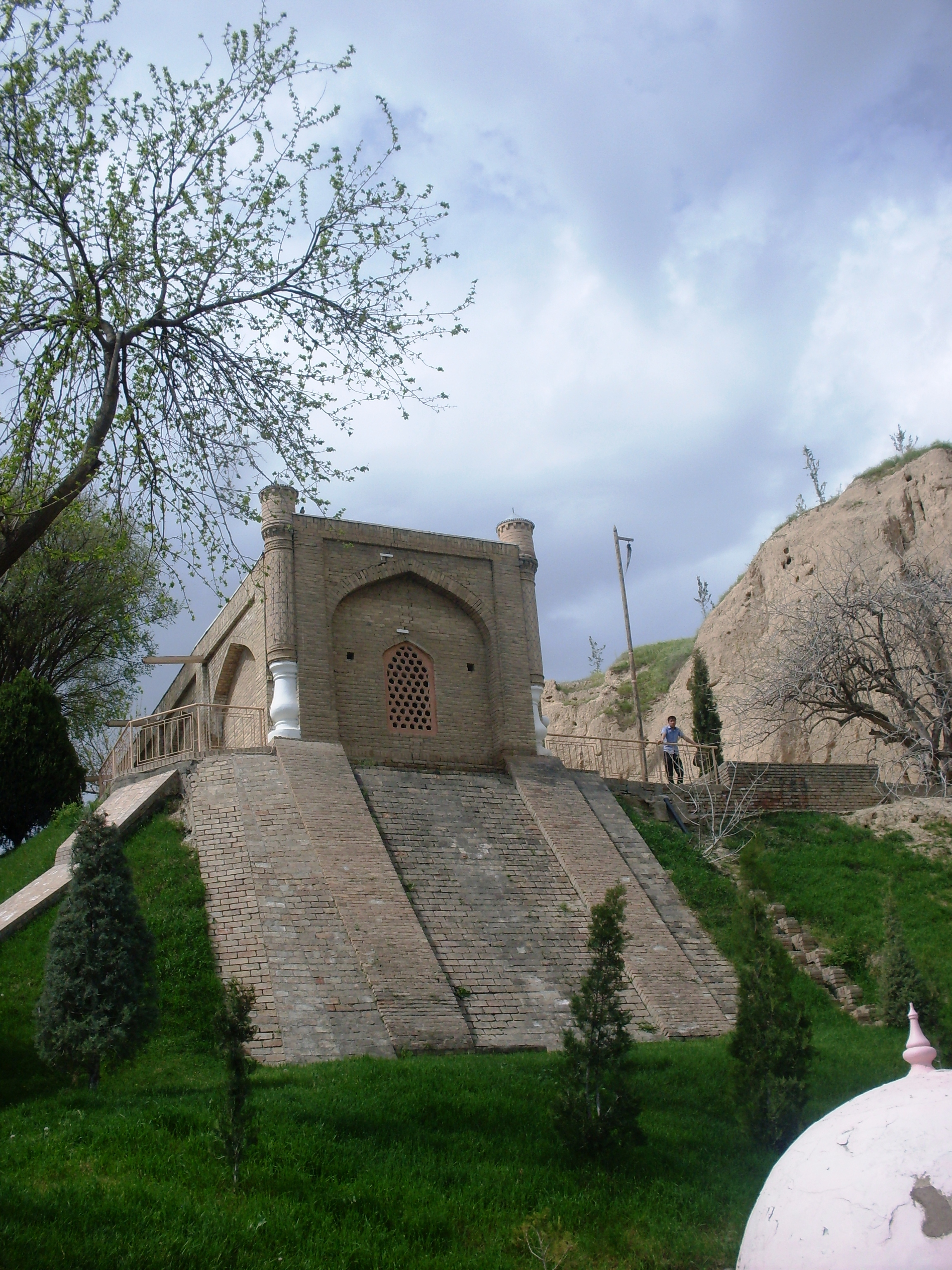
مسجد حظرت حيدر
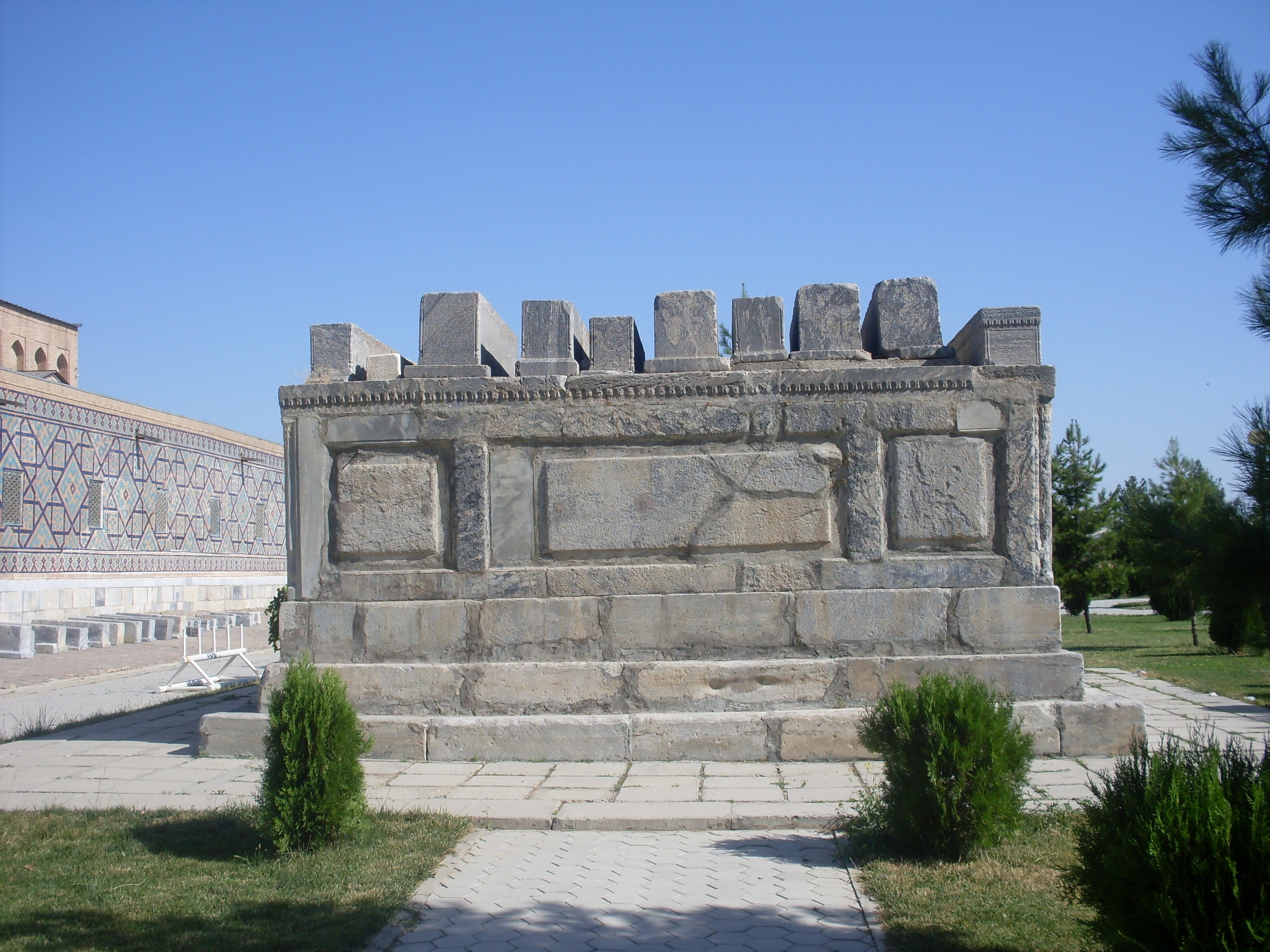
ضريح الشيبانيين
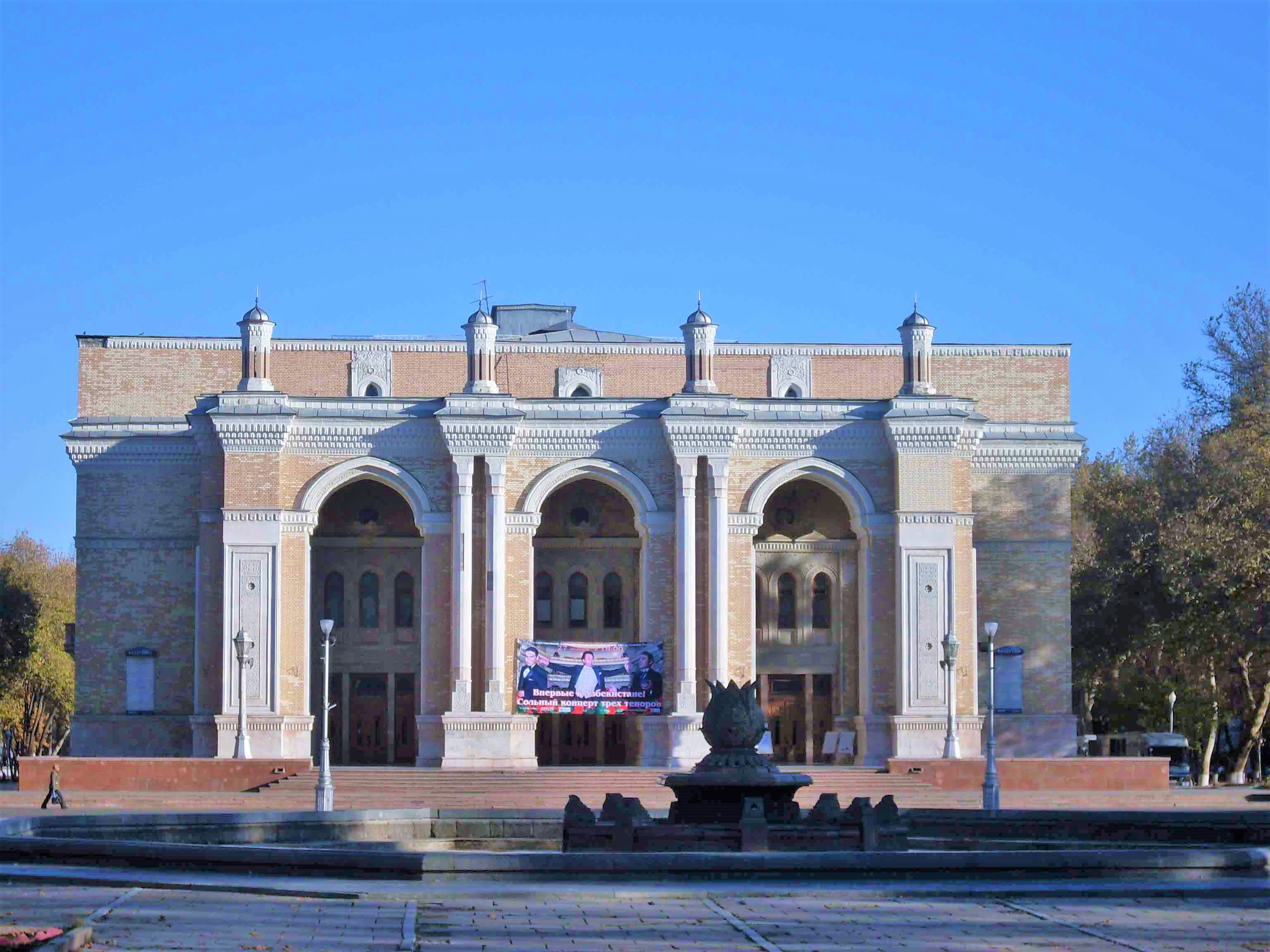
مسرح التوائي
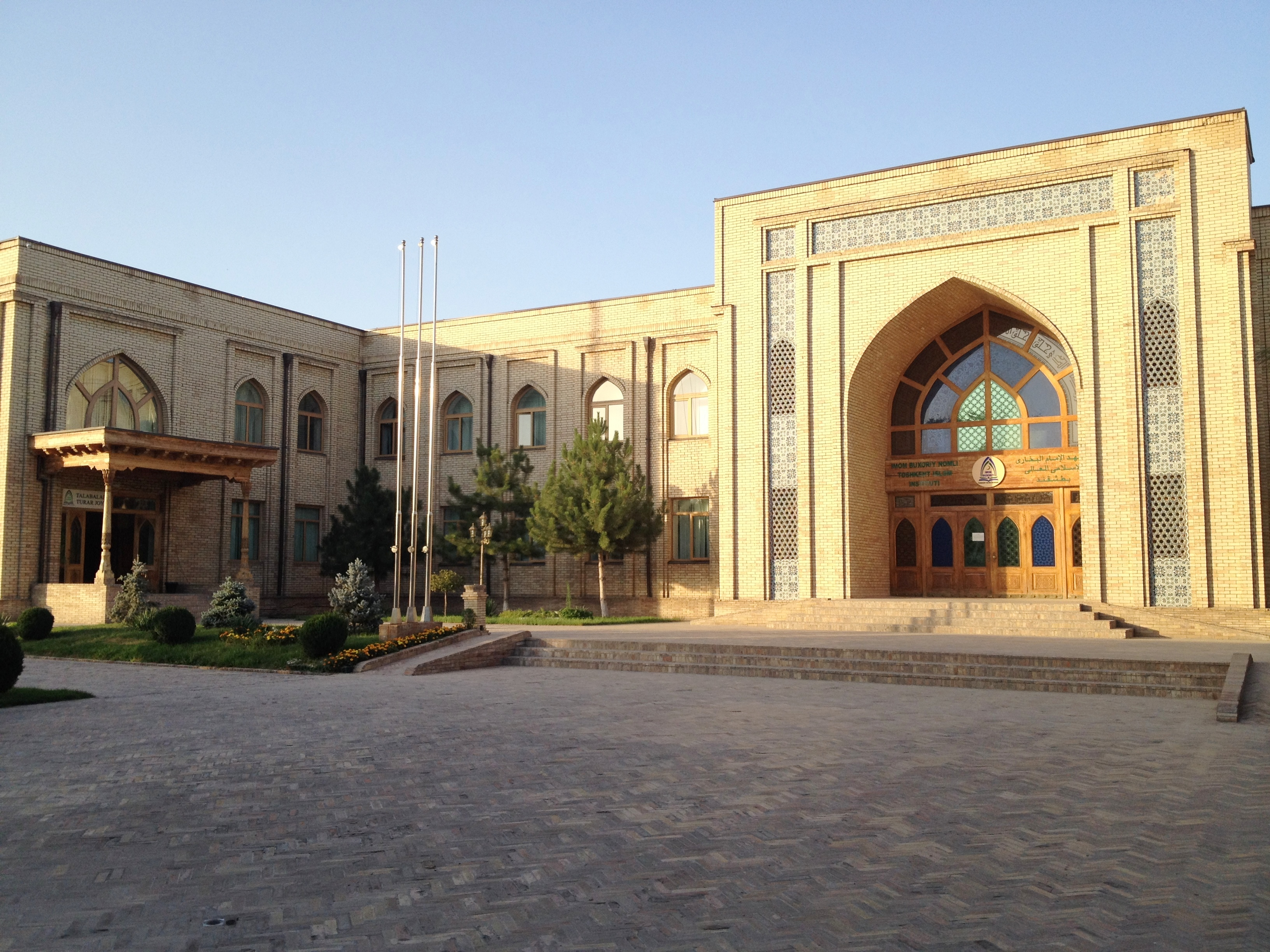
معهد البخاري الاسلامي

## وصلات خارجية
- فيديو عن طشقند من قناة التراثية.
- كل ما تريد ان تعرفه عن عاصمة أوزبكستان - طشقند (إنكليزي)
- صور لمعالم طشقند الحديثة والتراثية.
- صور حديثة لطشقند مع شرح بالانكليزية.
- دليل طشقند[وصلة مكسورة] (إنكليزي)